# Apollo–14
Az Apollo–14 az Apollo-program nyolcadik, embert szállító repülése volt, egyben a harmadik olyan, amely leszállt a Holdon. A sikertelen Apollo–13-as megismétléseként ez volt a NASA második H típusú repülése, amelyen gyalogos űrhajósok két holdsétát tettek (azonban míg az első ilyen, az Apollo–12 főként annak bemutatására indult, hogy képesek-e az űrhajósok hajszálpontos leszállást végrehajtani egy előre meghatározott ponton, ezúttal a tudományos munka és a holdfelszínen megtett hosszabb túra került előtérbe). Az űrhajósok 33 óra 30 perc 31 másodpercet töltöttek a Hold felszínén és kétszer 4 és fél órát meghaladó holdsétát tettek a leszállóhely körzetében.
A leszállóhelyet a küldetés tervezői a Fra Mauro-formáció egy kitüntetett pontján, a Cone-kráter mellett jelölték ki. Az Apollo–14 számára eredetileg a Littrow térséget választották ki a szakemberek, ám amikor az Apollo–13 leszállása kútba esett, megfogalmazódott, hogy a Fra Mauro-formáció fontosabb geológiai nyomokat tartalmazhat, ezért megváltoztatták az Apollo–14 célját, és inkább megismételték az Apollo–13 repülését. A Fra Mauro térség abban különbözött az Apollo–11 és Apollo–12 leszállóhelyétől, hogy nem a sík holdtengereken feküdt, hanem egy dimbes-dombos tájon, amelyet vélhetően a Mare Imbrium keletkezésekor kivetődött anyagkidobódás hozott létre, ezért geológiailag teljesen más kőzettípusok fellelésével kecsegtetett.
A repülésre kijelölt legénység Alan Shepard parancsnokból, a parancsnoki pilóta Stuart Roosából és Ed Mitchell holdkomppilótából állt össze, tartalékaik Gene Cernan parancsnok, Ron Evans parancsnokimodul-pilóta és Joe Engle holdkomppilóta voltak. Ezen legénységi jelölés volt az egyik legnagyobb botrányt kiváltó személyzeti ügy a program során. Korábban Shepard egy fülbetegség miatt kikerült a repülőállományból, majd jó pár évig ő volt Deke Slayton helyettese a NASA legénységi ügyekért felelős részlegének vezetésében. 1968-ban alávetette magát egy kockázatos műtétnek, amellyel visszanyerte egészségét és repülési státusát, és amelynek folytán azonnal lemondott vezetői beosztásáról, visszahelyeztette magát az aktív repülő űrhajós állományba, és igényt tartott egy Holdra repülő űrhajó parancsnoki ülésére. Slayton támogatta is ebben, és rábízta az Apollo–13-repülést, amelyet azonban a NASA vezetői – egyedüliként a program során – megvétóztak, és a két legénység (az Apollo–13 és –14-é) helyet cserélt. Ezzel a döntéssel egyben Shepard kitúrta az Apollo–14 várományosát, Gordo Coopert, aki látványos médiakavarodás közepette távozott a NASA-tól.
Az expedíció 1971. január 31-én indult, amelynek során aztán az űrhajósok sikerrel szálltak le a kijelölt helyen, és később két holdsétát tettek. Az első kiszálláskor a magukkal vitt ALSEP állomást állították fel. A második kiszálláskor pedig a tervek szerint el kellett érniük a Cone-kráter peremét, amelyet azonban tájékozódási problémák miatt elvétettek. A két űrséta alatt végül 48 kg kőzetet hoztak a Földre a Fra Mauro-kráterből (ezek azonban később csalódást okoztak a geológusoknak, főként Shepard tudományra nem sok igényt fordító munkája következtében, amely miatt aztán a köztudatba újabb elfecsérelt repülésként vonult be az Apollo–14). A leszállásra 1971. február 9-én 5:00 (UTC) került sor a Csendes-óceánon, Amerikai Szamoától 1410 km-re délre, ahol az USS New Orleans hordozó várta és emelte ki a vízre szállt űrhajót és legénységét.

## Személyzet
| Beosztás                      | Űrhajós                        | Űrhajós                        |
| ----------------------------- | ------------------------------ | ------------------------------ |
| Parancsnok                    | Alan Shepard 2 űrrepülés       | Alan Shepard 2 űrrepülés       |
| A parancsnoki egység pilótája | Stuart Allen Roosa 1 űrrepülés | Stuart Allen Roosa 1 űrrepülés |
| A holdkomp pilótája           | Edgar Mitchell 1 űrrepülés     | Edgar Mitchell 1 űrrepülés     |

### Tartalékszemélyzet
| Beosztás                      | Űrhajós                  | Űrhajós                  |
| ----------------------------- | ------------------------ | ------------------------ |
| Parancsnok                    | Gene Cernan 3 űrrepülés  | Gene Cernan 3 űrrepülés  |
| A parancsnoki egység pilótája | Ronald Evans 1 űrrepülés | Ronald Evans 1 űrrepülés |
| A holdkomp pilótája           | Joe Engle 2* űrrepülés   | Joe Engle 2* űrrepülés   |

A sikeres űrrepülések száma, beleértve ezt a küldetést is.
* Nem számítva az X–15-tel végzett repüléseket.

### Kapcsolattartó személyzet
- Philip Chapman
- Bruce McCandless II
- William Reid Pogue
- Charles Gordon Fullerton

## Előzmények

### A program első szakasza
Az Apollo-program az első szakaszában öles léptekkel és – az Apollo–1 tűzesetét kivéve – akadálytalanul haladt előre a John F. Kennedy által kijelölt úton. Az egész koncepció arra épült, hogy egy-egy feladat sikeres kipróbálása után, kvázi arra építve következhet az eggyel magasabb szintű feladat, és így juthat el az Apollo csapat a végkifejletig, a holdra szállásig. Az Apollo–7 sikerrel próbálta ki – a NASA vezetésének tréfás értékelése szerint 101 százalékos repülésen – az új Apollo űrhajót. Az Apollo–8 történelmi útján sikerrel érte el a Holdat és kerülte meg azt. Az Apollo–9 a holdkomp használhatóságát bizonyította elsőre. Végül az Apollo–10 a leszállás kivételével sikerrel rakta össze a mozaikdarabokat, és imitált holdra szállást. Az egész építményre pedig az Apollo–11 szintén elsőre tette fel a koronát, amikor 1969. július 20-án sikerrel leszállt a Holdon, majd utasai, Neil Armstrong és Buzz Aldrin kiszálltak a felszínére, hogy első emberekként holdsétát tegyenek rajta.
Ezzel teljesült Kennedy nagy álma, az Egyesült Államok megnyerte a presztízscsatát. A sikerszéria folytatódott: az Apollo–12 szintén jól teljesítette a feladatát, hajszálpontosan szállt le az előre meghatározott ponton – egy korábban a holdra küldött holdszonda, a Surveyor–3 mellé –, amelyet az Apollo–11 még nem tudott teljesíteni. A sikerek hatására, valamint a rendelkezésre álló, már legyártott űreszközök (7 Saturn V, Apollo űrhajó és holdkomp) birtokában a programot a tudományos felfedezések felé terelték. Összesen öt gyalogos és öt holdjárós expedíció szerepelt a tervekben (amelyekből az Apollo–11 és –12 kettőt már teljesített). Ekkor jött az Apollo–13, amely lényegében mindent felforgatott.

### Apollo–13

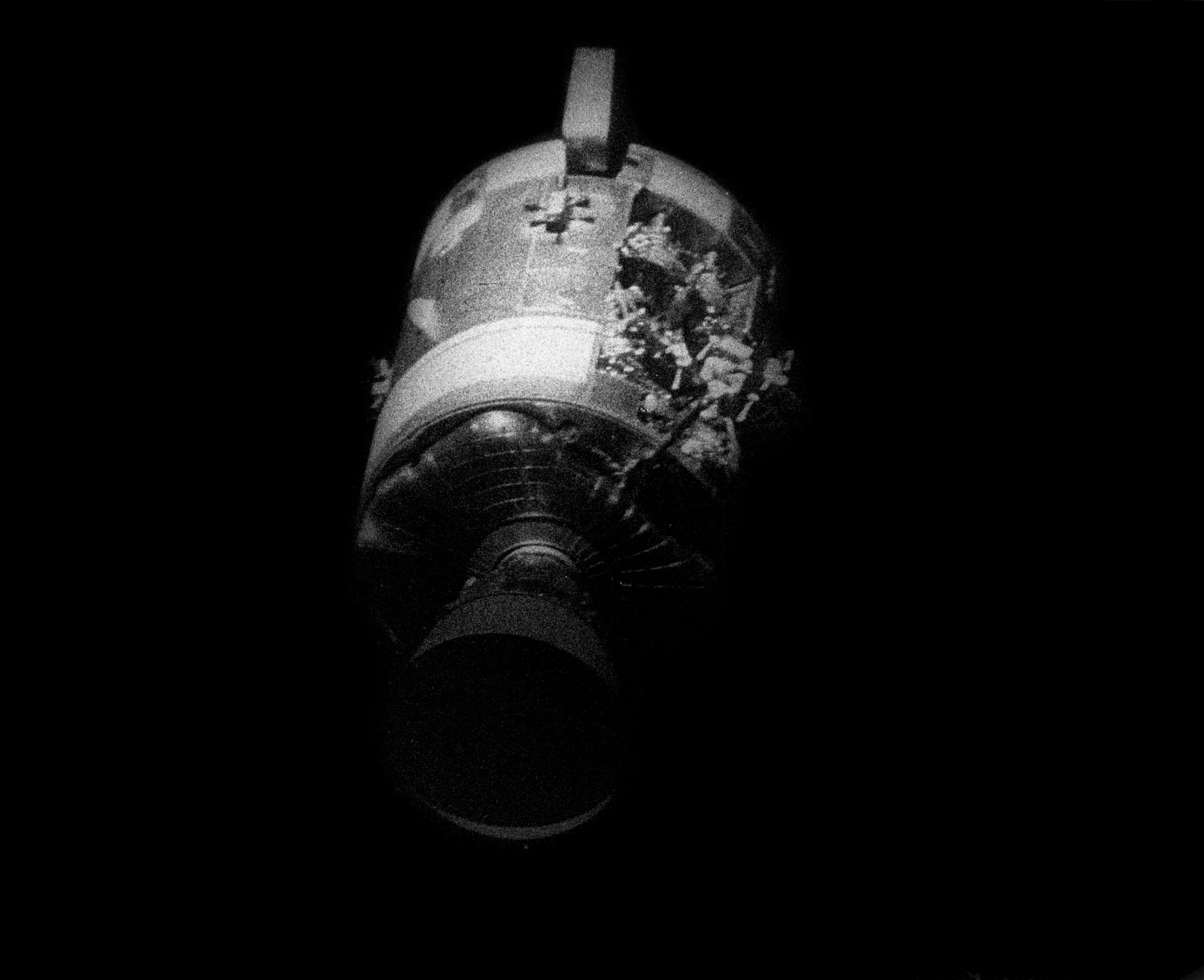
A sérült Odüsszeusz a repülés végén

A programban a legnagyobb törést az Apollo–13 repülése hozta. Az Apollo–12 sikerével a NASA tarsolyában megindulhatott a Hold részletes tudományos felfedezése. Ehhez egy meglehetősen érdekes, a Hold ősi anyagából formálódott magasföldi leszállóhelyet, a Fra Maurót jelölték ki leszállási helyként, az űrhajósok részletekbe menő geológiai kiképzést kaptak, minden adott volt egy sikeres expedícióhoz. 1970. április 17-én szállt fel az űrhajó Cape Canaveralről, és a kissé hibás start (a Saturn V rakéta S-II második fokozatának öt hajtóműve közül az egyik repülés közben leállt) már baljós előjele volt annak, ami később komoly veszélybe sodorta az expedíciót.
A hiba a repülés 55. órájának végén – a Holdhoz vezető út kétharmadánál – merült fel, akkor, amikor egy élő tévéadás végén a legénység visszatért a napi rutinhoz, ismét beindította a hőkiegyenlítő forgást, és egy ventilátorral a mennyiségmérés pontosságának érdekében megkeverte a gáztartályok tartalmát. Ez utóbbi műveletet egy hatalmas dörrenés követte, majd az űrhajó kaotikus mozgásba kezdett, és áramellátási problémák léptek fel. Lovell és Swigert jelentették – azóta szállóigévé torzult helyzetjelentésükkel: „Houston, van egy kis gondunk!” (pontos fordításbanː „Houston, volt egy problémánk!”) –, hogy robbanás történt az űrhajóban, és valamilyen gáznemű anyag távozik tőlük az űrbe. A látlelet szerint az oxigéntartály robbant fel, amely amellett, hogy a légzéshez szükséges készletek kiesését jelentette, további járulékos károkkal (például az üzemanyagcellák áramtermelésének leállásával és vízhiánnyal) járt. Perceken belül világos lett, hogy a cél immár nem a Hold elérése, hanem az űrhajósok hazahozatala lett, az expedícióból mentőexpedíció vált.
Először el kellett dönteni, hogyan fordítsák meg az űrhajót: a Hold gravitációja által vagy az űrhajó saját hajtóművével. Mivel a hajtóművet a robbanás által érintettnek, tehát rossznak tekintették, a Hold gravitációjával tervezték hazafordítani az űrhajósokat, ám ehhez előbb vissza kellett jutni a szabad visszatérés pályájára. A sérült parancsnoki egység ráadásul nem tudta volna ellátni az űrhajósokat, így át kellett költöztetni őket a mentőcsónakká vált holdkompba. A holdkomp hajtóművével történt meg a szabad visszatérés pályájára való visszatérés is. Ezt követően, mivel az üzemanyagcellák oxigén híján immár nem termeltek áramot, az űrhajók berendezéseit is le kellett kapcsolni, hogy a lehető legkisebb energiafelhasználás mellett haladjanak a hazafelé vezető úton. Útközben – áram híján – vakon kellett pályakorrekciókat végrehajtani a közben fagypont közelire hűlt űrhajóban. Az irányítás végül a problémákat lépésről lépésre megoldva szerencsésen hazahozta az Apollo–13 legénységét.
A leszállás utáni kivizsgálás kiderítette, hogy az Apollo–13 egy évekkel korábban – egy kisebb szerelési balesetben – megsérült oxigéntartályt kapott, amelyet javítás után elfelejtettek felszerelni a menet közben megváltozott tervezésű (28 voltos helyett 65 voltos) elektromos rendszerrel, és amikor a rendszert Swigert működésbe hozta, a túlfeszültségtől zárlat keletkezett, a vezetékek szigetelése megsérült, a vezeték felhevült és felrobbantotta a tartályt. A kivizsgálás hónapokig tartott, addig szó sem lehetett következő űrhajó felszállásáról, ráadásul a hiba miatt a NASA is presztízsveszteséget szenvedett, olyannyira, hogy még Robert R. Gilruth, a program felelős vezetője is azt fontolgatta, hogy az Apollo-programot le kéne állítani és nem vállalni további kockázatokat. Ennek hatására, illetve mivel a Nixon adminisztráció egyébként is kereste az ürügyet a céljait már teljesített program megvágásához, később a teljes holdprogramot átírták, megkurtították.
A holdprogram érdemi része egy új elnöki adminisztráció szolgálati idejére esett – ráadásul az új elnök más párt képviseletében vette át a hatalmat –, és az USA-ban kialakult klasszikus politikai váltógazdálkodás szerint ilyenkor minden nagy kormányzati programot felülvizsgáltak. Mivel az Apollo-program az idő tájt a legnagyobb ilyen program volt, nem kerülhette el a sorsát. Az új elnök, Richard Nixon ellenségesen viszonyult minden olyan ügyhöz, amely a néhai John F. Kennedy keze nyomát viselte (emlékeztetőül: Kennedy éppen Nixont legyőzve lett az Egyesült Államok elnöke az 1960-as elnökválasztáson), ezért az Apollót is rossz szemmel nézte. Persze az is erős érv volt az Apollo ellen, hogy túl sokba került, és a vietnámi háború gigantikus költségei mellett egy másik kivételesen drága programot már nem tudott finanszírozni az amerikai gazdaság.
Nixon úgy döntött, hogy amennyire csak lehet, lerövidíti az Apollo-programot. Az eredetileg tervezett tíz útból – amelyből öt gyalogos (G és H típusú) és öt holdjárós küldetés lett volna –, a korábban a Skylab-programhoz szükséges Saturn V átvezénylése miatt törölt utolsó expedíció mellett még két további utat töröltetett a szenátus költségvetési bizottságával. A törölt két út az eredeti Apollo–15 és –19, azaz az utolsó H típusú gyalogos és az utolsó J típusú holdjárós küldetés volt, de lényegében a két utolsó holdjárós út esett áldozatul, hiszen az eredetileg tervezett öt ilyen helyett végül csak háromra került sor. Ennek a döntésnek az Apollo–14-re gyakorolt hatása annyi volt, hogy ez lett az utolsó, eredetileg is gyalogosnak tervezett expedíció.

### A leszállóhely kiválasztása
Eredetileg az Apollo–14 számára a leszállóhely kiválasztó bizottság a Littrow (egy becsapódási kráter) térséget jelölte ki mint lehetséges leszállóhelyet, ám a tudósok az Apollo–13 leszállóhelyének mindig is nagyobb tudományos jelentőséget tulajdonítottak. Az Apollo–13 leszállásának elmaradásával hamar előtérbe kerültek azok a szempontok, miszerint inkább a Fra Maurót kéne meglátogatni még egy repülést áldozva, mintsem a Littrow felé továbblépni. Mivel hamar teljes egyetértés volt a kérdésben a tudományos közösségben, a tervezők az Apollo–13 feladatainak ismételt műsorra tűzése mellett döntöttek, és a baleseti vizsgálat hosszú hónapjai alatt ismételten átalakították a repülési tervet.
Az Apollo–14-et a harmadik H típusú küldetésnek szánta a NASA, azaz az űrhajósokat két, egyenként négyórás felszíni felderítésre küldhették, összesen 30 órányi holdfelszíni tartózkodási idővel. Az Apollo–13 kudarca után a második ilyen típusú küldetés lett belőle, és, mint kiderült, az utolsó is, mivel költségvetési megszorítások miatt törölték az Apollo–15 utolsó gyalogos küldetését. Miután az Apollo–12 bebizonyította, hogy a rendszer képes hajszálpontos leszállásokra, ezzel a repüléssel kezdődhetett meg az igazi geológiai vizsgálati program, és az ismételten beemelt leszállóhely kiválasztásánál először kaptak főszerepet a tudományos szempontok. Egyetlen alapvető műveleti (repülésbiztonsági) szempont a holdi egyenlítő közelsége maradt.
Az Apollo–11 és Apollo–12 egyformán egy-egy mare – holdtenger – síkságon szállt le, és így gyakorlatilag azonos geológiai formációkról hozott mintákat. A geológiai kutatások soron következő célja valamilyen másfajta anyag beszerzése volt. A leszállóhelyet kiválasztó szakemberek a Fra Mauro-formációt választották, amely a csillagászok szerint a Mare Imbriumot létrehozó becsapódáskor kilökődött kőzet alkotta nagyobb anyagcsomó. (A csillagászok a Mare Imbriumot kialakító becsapódást tartják az egyik legjelentősebb eseménynek a holdi fejlődéstörténetben.) A holdtenger kialakulásakor a becsapódó test mélyen kivájta a holdkérget, és akár tíz kilométer mélységből is hozhatott fel kőzetanyagot. Ez a mélységi kőzet szóródott szét a becsapódáskor, és ennek legnagyobb része alakította ki a Fra Mauro-formációt. A leszállóhelyet kiválasztó bizottság egy fiatal krátert keresett ebben a térségben. Fiatal becsapódásnyomra azért volt szükség, mert az Imbrium-becsapódás óta eltelt nagyjából 3,85 milliárd év alatt a felszín elöregedett, erodálódott, és az esetleges régebbi kőzetek átalakultak. Egy fiatal, de nem túl nagy becsapódás felfedhette a por alól ezeket a kőzeteket. A megfelelő jelölt a Cone-kráter, egy kisebb, 360 méter átmérőjű, nagyon fiatal, úgy 25 millió éves becsapódásnyom lett. A Cone-kráter egy természetes „mélyfúrás” volt, nagyjából 4 milliárd éves kőzetek ígéretével. E kráter mellé kellett leszállnia az Apollo–14-nek.

### A legénység kijelölése
Az Apollo–14 repülésénél zajlott le az egész holdprogram legellentmondásosabb legénységi jelölése. Addigra már jól bevált és tökéletesen működött Deke Slayton „tartalék jelölés – kettőt kihagysz – éles jelölés” szisztémája. Ennek célkeresztjében az Apollo–10 tartalékai, Gordo Cooper parancsnok, Donn Eisele parancsnoki pilóta és Ed Mitchell holdkomppilóta állt. Ám ezzel a trióval kapcsolatban a felszín alatt kimondatlan problémák húzódtak. Gordo Cooper „túl laza volt” az általánosan marketingelt űrhajósképhez képest, ráadásul elég hanyag volt a hozzáállása a kiképzéshez. Donn Eisele pedig tagja volt annak az Apollo–7 legénységnek, akinek az irányítással való nyílt konfrontációi miatt csendben kimondatott, hogy az a legénység soha többé nem repül. Ráadásul Eisele nyílt színi nőügyei és a tény, hogy ő lett az első űrhajós, aki ezek miatt el is vált, nagymértékben rombolta a magazinokban felépített űrhajósképet, és a PR-ra nagyon is ügyelő NASA nem látta szívesen az űrhajóst egy holdi űrhajó ülésében.
Ezzel párhuzamosan futott a felszín alatt egy másik szál is. Alan Shepard volt az amerikai nemzet első űrhajósa a Mercury–Redstone–3-mal, ami egyfajta nemzeti hőssé avatta. Ám Shepard körül hamarosan megváltozott a világ, amikor 1964-ben Méniére-kórt – egyfajta, a belsőfülben jelentkező rendellenességet – állapítottak meg nála, amelynek eredményeként nemhogy az űrrepülésről, hanem még a repülőgépes repülésről is letiltották az orvosok. Menekülőútként a NASA felkínálta neki, hogy beosztják Deke Slayton mellé az Űrhajós Irodára és ő lehet az űrhajós testület főnöke (ezzel Slayton helyettese lett, aki a teljes repülő állományért felelős igazgató volt). Shepard nem nyugodott bele, hogy betegsége a földhöz szegezte, orvosról orvosra járt, hogy visszanyerje egészségét és repülő státusát. 1964–1968 között az űrhajós személyzetek főnöke volt és részt vett kollégái repülési jelöléseiben a Gemini-programban, majd az első Apollo-repüléseknél. 1968-ban aztán talált egy texasi orvost, aki egy kísérleti módszerrel – egy operációval – segíteni tudott a Méniére-kóros betegeken. Vállalva minden kockázatot, alávetette magát a műtétnek, amely sikeres volt, ezzel visszanyerte repülői státuszát. A sikert követően azonnal lemondott vezetői beosztásáról, és kérte űrhajós státuszának visszaállítását, majd visszahelyezését az aktív űrhajós állományba. És még valamit tett, utolsó vezetői ténykedéseként jelölést nyújtott be Slayton felé az Apollo–13 parancsnoki posztjára: Shepard, Alan B.
Slayton elfogadta korábbi helyettese javaslatát, és felterjesztette Shepardot az Apollo–13 parancsnokának, beosztva mellé Stu Roosát parancsnoki pilótának (ezzel kigolyózva Donn Eiselét is) és Ed Mitchellt holdkomppilótának. Ez két reakciót váltott ki. Egyrészt a NASA vezetésének példa nélküli vétóját, amellyel nem engedélyezték Shepardék jelölését. A triónak mindössze 15 percnyi összesített űrrepülési tapasztalat állt a háta mögött, és a hátra levő időt kevésnek látták, hogy felkészüljenek (a bajtársak gúnyosan a „Három újonc repülésére” keresztelték az expedíciót). A döntés szerint az Apollo–13 helyett az Apollo–14-re tolták el a legénységet. Másrészt Gordo Cooperét, aki a fenti döntés miatt nagy nyilvánosság előtt nekiment a NASA-nak, és nagy sajtóskandallumot keltve leszerelt az űrügynökségtől abbéli sértődöttségében, hogy nem ő kapta a következő holdmissziót. A közvélemény pedig elkönyvelte, hogy példátlan részrehajlás tanúja volt, amikor egy amerikai hős ebbéli státuszának köszönhetően, lényegében „protekcióval” kapta meg a lehetőséget, hogy eljusson a Holdra. Így azonban Alan Shepard lehetett az egyetlen olyan űrhajós, aki az Eredeti Hetek köréből végül eljutott a Holdra.

## A repülés

### Start és odaút

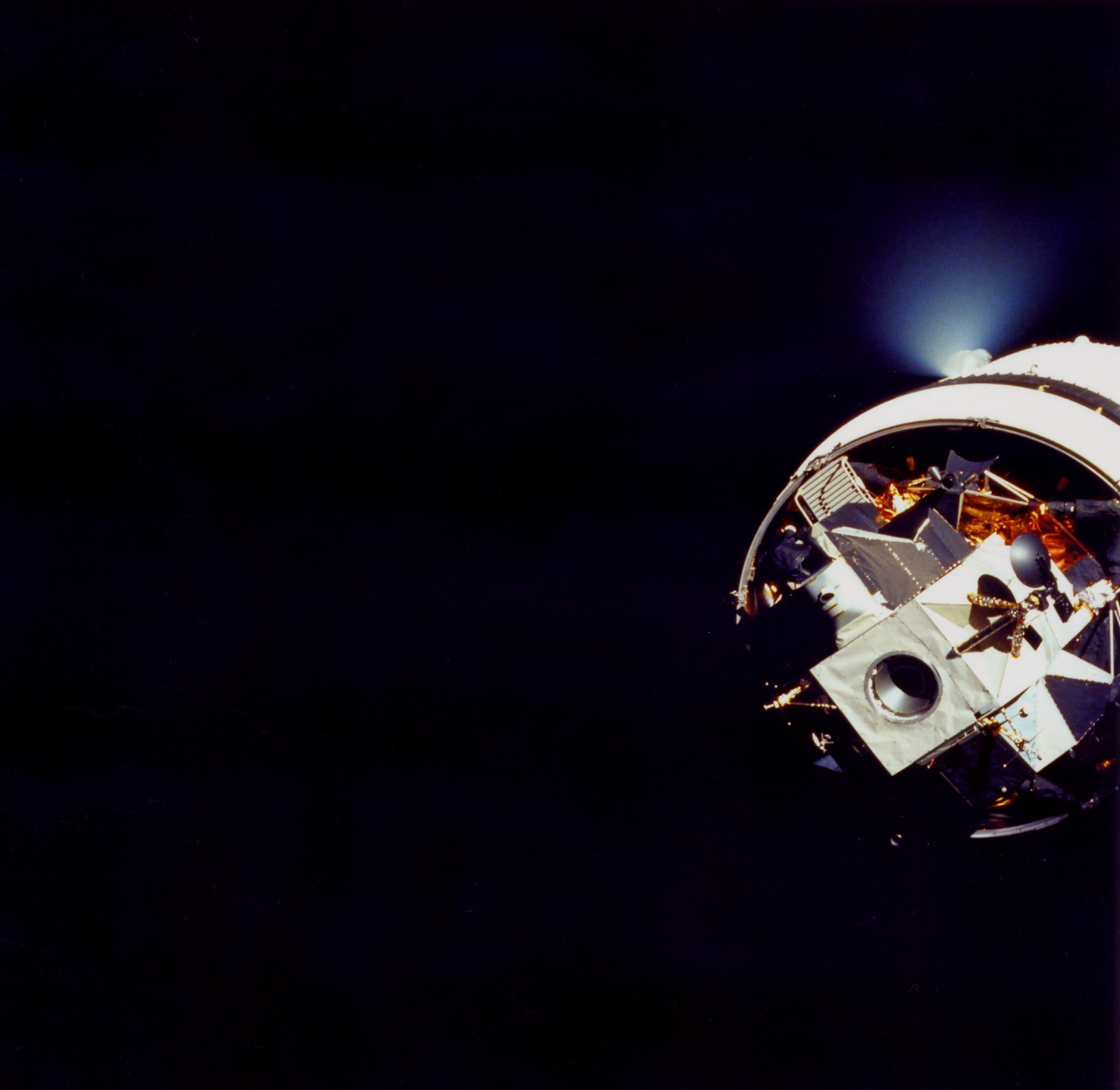
A holdkomp még az S-IVB-n levő adapterében a holdkompretrakció kezdetén

A startra végül 1971. január 31-én 21:03:02-kor (16:03:02 UTC) került sor. Ez mintegy 40 perccel az eredetileg kitűzött időpont után történt meg, mivel a start napján erősen felhős ég köszöntött Cape Canaveralre, és az irányítás inkább megvárt egy áthaladó felhőtömböt és elhalasztotta az indulást a biztonság kedvéért. Ezen kívül aztán semmilyen más probléma nem merült fel, és az űrszerelvény rendben parkolópályára állt a Föld körül. A Föld körül másfél fordulat alatt a megszokott rendszerellenőrzés ment végbe, amely mindent rendben levőnek talált, majd az irányítás megadta az engedélyt a holdirányú gyújtásra.
A holdirányra állás után hamarosan következett a holdkompretrakció művelete, amely ezúttal nem várt izgalmakat tartogatott. Ilyenkor a parancsnoki és műszaki egység leválik az S-IVB rakétafokozatról, majd a saját kereszttengelye körül hátraarcot csinál, hogy az űrhajó orra nézzen visszafelé, a rakétafokozat és a benne ülő holdkomp felé. Ekkor a parancsnoki hajó visszamanőverezett a holdkomphoz (közben az azt magába fogadó adapter ajtópaneljeit lerobbantották), hogy összekapcsolódjon vele, majd a sikeres dokkolást követően hátrafelé kihúzza a rakétafokozatban kialakított tartójából és együtt folytassák az utat a Hold felé, végleg elhagyva a rakétafokozatot. Amikor azonban Stu Roosa visszakormányozta a parancsnoki hajót és annak dokkolószerkezete összesimult a holdkompéval, nem történt semmi (pedig a rögzítőreteszeknek a helyükre kellett volna kattanniuk és szoros, hermetikus összeköttetést kellett volna biztosítsanak a két űrhajó között). Ekkor az anyaűrhajó elhátrált a holdkomptól, majd ismét megkísérelte az összekapcsolódást. Ismét semmi. Összesen ötször próbálták meg – eredménytelenül – a dokkolást. Ekkor felderengett a kudarc és az azonnali hazaindulás rémképe (az Apollo–13 után egy újabb sikertelen holdexpedíció valószínűleg a holdprogram végét is jelentette volna). Az irányítás hosszabb gondolkodási szünetet tartott, majd azt javasolták Roosának, hogy összekapcsoláskor a manőverező hajtóműveket hagyja bekapcsolva, mintegy erőltesse be a dokkolószerkezetet a helyére. Ez aztán használt, és sikerült végrehajtani a szabályszerű összekapcsolódást. Ezt követhette a szokásos, háromnapos, eseménytelen út, ami után elérték a Holdat.

### Holdi leszállás

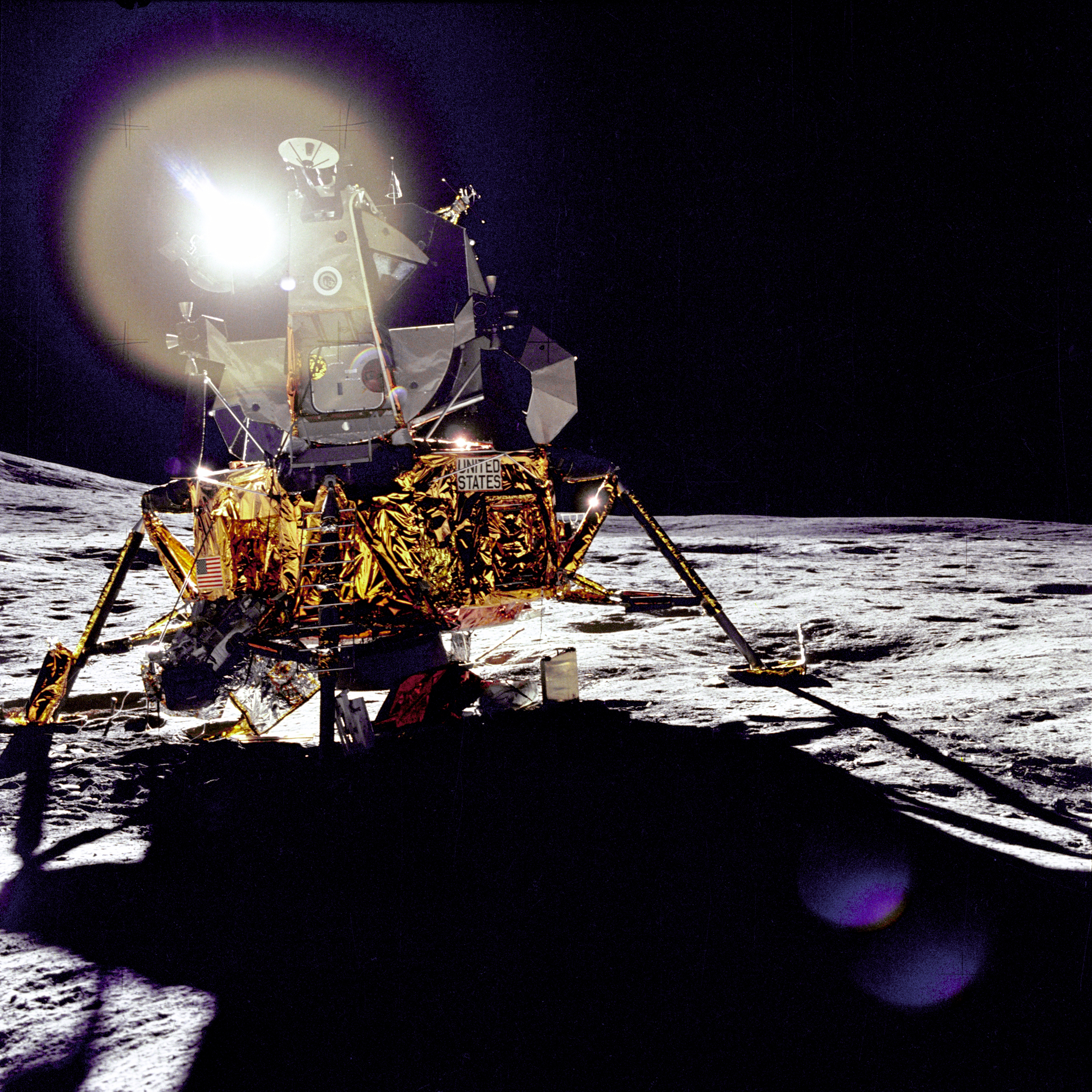
Az Antares holdkomp a dimbes-dombos felszínen megdőlve áll a Fra Mauro-fennsíkon

A Hold körüli pálya eléréséhez a Kitty Hawk főhajtóművével fékezést kellett végrehajtani a háromnapos odaút végén. Ezután két órával, a második keringésben egy másik, ugyanilyen manőver következett, a parancsnoki hajó tovább fékezte a még összekapcsolódott űrhajóegyüttest, hogy a holdkomp számára lejjebb vigye a magasságot a leszállási manőver kezdetére. Ezzel értékes üzemanyagot nyertek a legénység számára, amelyet a felszín feletti lebegés közben használhattak volna el olyan fajta vészhelyzetekben, amilyenbe Armstrong és Aldrin került. Ezt az újítást az Apollo–12 után, a két korábbi holdra szállás tapasztalatai alapján dolgozta ki az irányítás. Aztán később a Hold körüli 11. keringésben történt meg (közel egy nappal a Holdhoz érkezést követően) az Antares holdkomp leválása a Kitty Hawk parancsnoki űrhajóról.
A leválást követően Roosa kissé arrébb kormányozta a Kitty Hawkot, nehogy útban legyen a manőverek közben. Ezt követően hamarosan egy újabb hibára derült fény. A leszállási program számítógépbe táplálásakor kiderült, hogy a billentyűzet egyik gombja hibás és a leszálló programot nem lehet begépelni. Program nélkül nem működött a számítógép, anélkül pedig az automatikus leszállás, kézi irányítással pedig lehetetlen lett volna leszállni (leginkább a hajtómű gázadagolásában volt döntő szerepe a számítógépnek, ezt kézzel nem lehetett volna olyan kifinomultan elvégezni, és a hajtóanyag emiatt sokkal hamarabb elfogyott volna). Ahogy az Apollo–11 idején, most is egy, az irányítás soraiban ülő számítógépmérnök nyújtotta a megoldást: az űrhajósok számára „áthidalta” a hibás billentyűt, és más billentyűkombinációkkal lehetett a programokat bevinni. Ez egy extra keringésbe került az űrhajósok számára, míg kialakult a megoldás. Ez idő alatt a felszínt fürkésző Alan Shepard megtalálta leszállóhelyüket, a Cone-krátert.
A felszínre ereszkedés sem volt események nélküli: a Fra Mauróhoz közelítő űrhajó radarja nem akart bekapcsolni. A szabály az volt, hogy 9000–3000 méter között a radarnak működésbe kell lépnie (radar nélkül a számítógép nem tudta volna, hogy hol tart az űrhajó a felszínhez képest, és nem tudott volna manővereket kidolgozni). Az Apollo–11 és –12 radarja már jóval a 9000 méteres határ előtt életre kelt, ám Shepardéké néma maradt. Már 4400 méteren jártak (az alsó határnál, 3000 méteren ha a számítógép nem kapott jelet, automatikusan megszakította volna a leszállást), amikor az irányítás azt javasolta az űrhajósoknak, hogy csavarják ki a radar biztosítékát, majd csavarják vissza, valamiféle kezdetleges „reset”-et végrehajtva. A próbálkozás sikerrel járt, a radar érzékelése feléledt, és a leszállás hátralevő részében rendben működött tovább.
A leszállás végül mintaszerűen sikerült, az Antares mindössze 57 méterre szállt le az előre meghatározott leszállási pont mellett, tovább javítva Conradék 163 méteres rekordját. Az egyetlen szépséghiba mindössze annyi volt, hogy a Fra Mauro egy meglehetősen dimbes-dombos vidék lévén, a holdkomp egy kisebb lejtőn állapodott meg, és mivel a holdkomp a leszállás után lényegében lakóépületként is szolgált az űrhajósok számára, a lejtős „lakás” kényelmetlennek bizonyult.

### Első holdséta

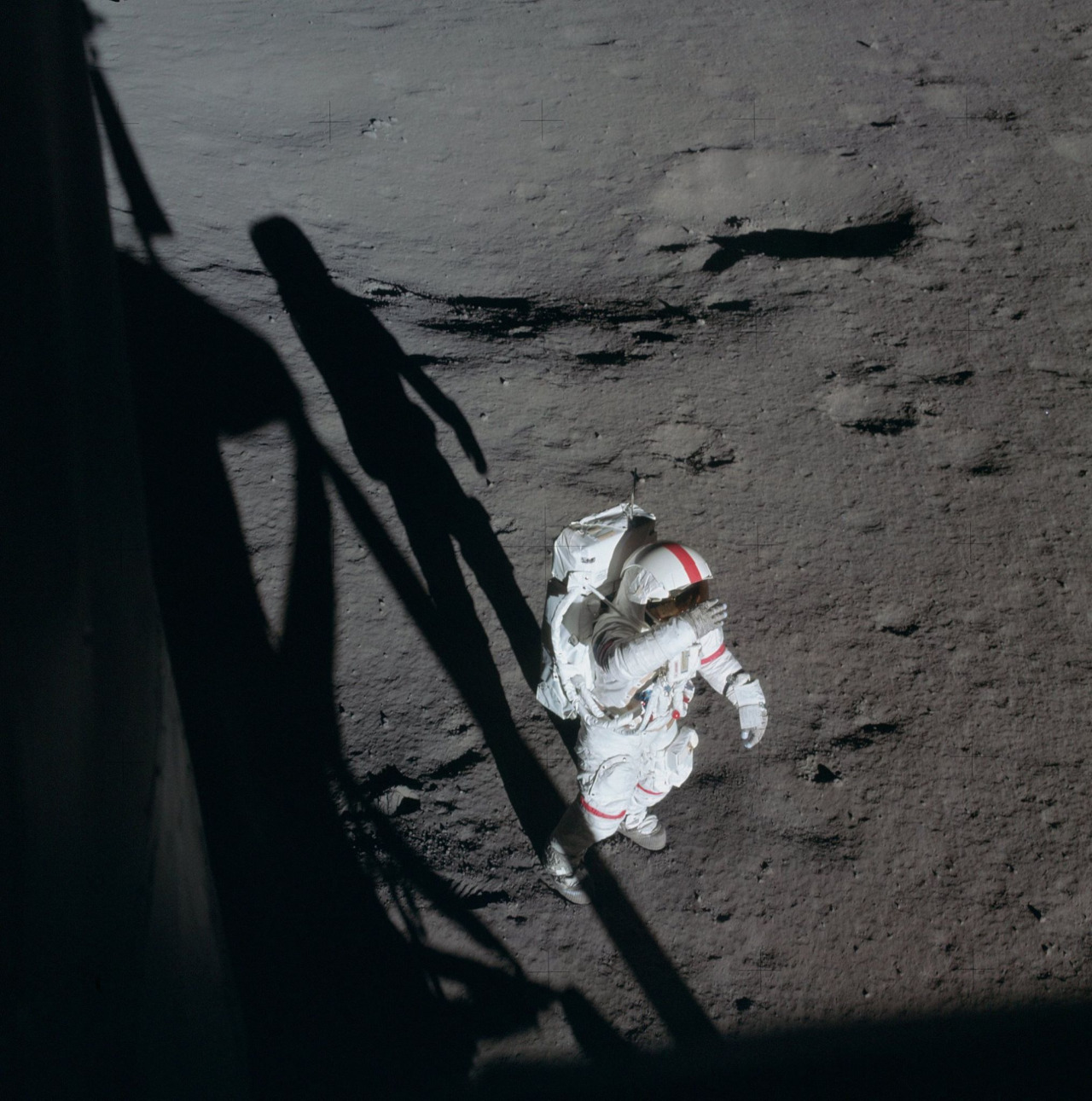
Alan Shepard a Hold felszínén közvetlenül a kiszállást követően

Első feladatként immár hagyományosan a (vész)felszállásra készítették elő a holdkompot, csak utána kezdődhetett meg a felszínre való kiszállás előkészítése. Ennek keretében a geológusok számára Shepard leírta az ablakon keresztül látottakat – sajnos, ahogy a küldetés során végig, a parancsnok számára inkább volt presztízs eljutni a Holdra, és az expedíció tudományos vonatkozásaival vajmi keveset törődött, ezért a tudósok számára ezek a leírások összességében elég kevés értékkel bírtak –, majd felöltötték az űrruha holdsétához szükséges kiegészítőit.
„Oké, Al a felszínen van. Hosszú volt az út, de itt vagyunk” – ezekkel a szavakkal lépett a holdfelszínre Alan Shepard, nem is túl burkolt utalást téve arra, hogy 9 év 10 hónap és 10 nap telt el azóta, hogy a Mercury-Redstone–3-mal fenn járt az űrben. A szintén hagyományos biztonsági mintavétel ideje alatt Ed Mitchell is lemászott a holdkompból a felszínre. Közben Shepard szűnni nem akaró csodálattal a látottakat írta le az irányításban ülő tudósoknak. Ahogy az Apollo–12 idején a Surveyor–3, úgy most a Cone-kráter volt a fontos, hogy lássák az expedíció legfőbb célpontját. Az űrhajósok nézőpontjából az egykori meteorit által vájt és a széleinél feltúrt kráter a síkságon emelkedő dombként jelent meg Shepardék előtt.

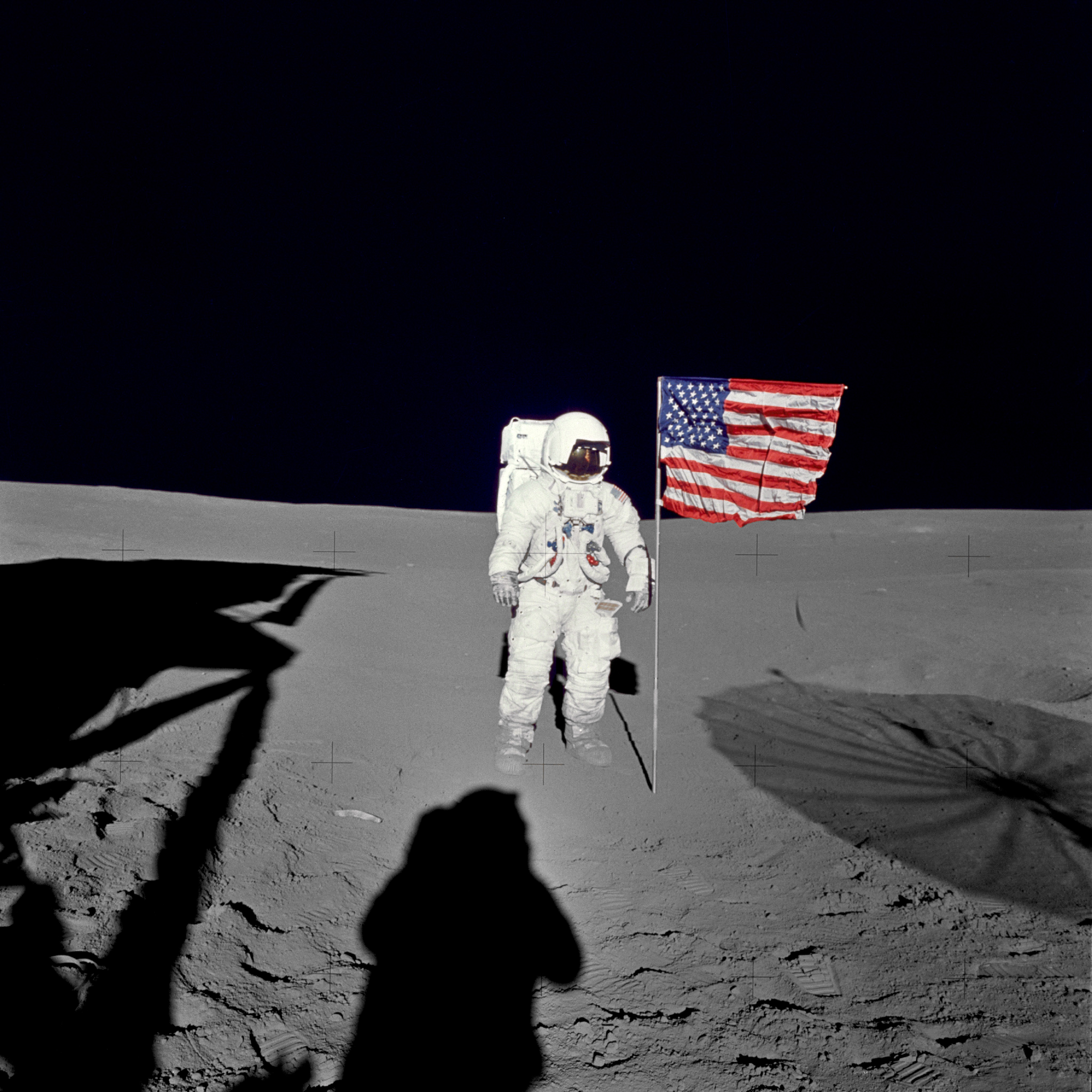
Edgar Mitchell pózol az amerikai zászlóval

Az első műveletek a holdkomp közvetlen környezetében kezdődtek. Elsőként a parancsnok és a holdkomppilóta a nagy, esernyő alakú, S sávú antennát állította fel, amelyen keresztül lehetővé vált nagyobb mennyiségű adat (pl. tévéadás) küldése a Föld felé. A művelet során az egyébként önműködően nyíló antennatányér beakadt, ezért kézzel kellett kinyitni. A következő feladat a tévékamera felállítása volt, amilyennel már az Apollo–12-n is megpróbálkoztak. A művelet azonban kísértetiesen hasonlóan alakult, mint az előző – sikertelen – alkalommal. Az űrhajósok kiszedték a kamerát a holdkomp csomagteréből, majd a felállítási helyre vitték, ahol véletlenül vagy a Nap vagy a holdkomp aranyszínű fóliával bevont oldaláról visszaverődő reflexió felé fordították a kamerát, amelynek ettől kiégett a fényérzékeny képfelvevő csöve. Ezzel az Apollo-program holdfelszíni tévéadás-próbálkozásainak vége is szakadt. Harmadikként a holdkomp mellett felállítandó és hazainduláskor magukkal hazahozandó napszélmérő fólia felállítása következett. Mielőtt a legnagyobb feladatot jelentő műszerállomás felállítására indultak volna, a hagyományos szimbolikus tevékenység, az USA zászlajának felállítása következett. A zászlót könnyedén leszúrták, majd Shepard parancsnok pózolt a lobogó előtt, miközben Mitchell fényképeket készített az ünnepélyes aktusról, később pedig helyet cseréltek.
A fő feladat azonban az előző repüléshez hasonlóan először a magukkal hozott műszeregység, az ALSEP felállítása volt. Ehhez előbb elővették az újításnak szánt kézikocsit, a MET-et – az űrhajósszleng szerint „riksát” –, amelyre felpakolva a műszereket, a holdkomptól viszonylag nagyobb távra szállíthatták el nagyobb erőfeszítés nélkül a terheket (a későbbi felszállás során a hajtómű gázsugara kárt tehetett volna a műszerekben, ezért, hogy a távozásuk után is működőképes maradjon a tudományos állomás, ki kellett vonni a hajtómű hatóköréből). A kocsit Mitchell húzta, Shepard pedig a felállítási helyet kereste, de a feladat váratlanul nehéznek bizonyult, többször is meg kellett állni.
A holdséta során felállított, 7 műszerből álló ALSEP műszercsomag:
- passzív szeizmométer,
- aktív szeizmométer,
- lézertükör,
- hidegkatódos ionizációmérő,
- szupratermális iondetektor,
- töltöttrészecske-detektor,
- pordetektor.

Ezzel a műszerkészlettel vizsgálták a Hold szerkezetét, légkörét, a felszín tulajdonságait, valamint az égitest Földtől való távolságát. A két szeizmométernek (aktív és passzív) külön mérési célja volt. Az aktív szeizmométer egy sor robbanótöltetet fogadott magába, amelyeket a legénység hozott működésbe, amikor távolabb vonult a felállítási helyszíntől. A robbanások által keltett rezgések érzékelésével a talaj legfelső 100 méterének, a holdpornak és a kőzetágynak a viselkedését tanulmányozták. A passzív szeizmométer érzékeléséhez meg kellett várni egy-egy meteorit holdi becsapódását és az ezek által keltett lökéshullámok révén az egész égitest szerkezetét vizsgálhatták a tudósok. A lézertükörrel a Földről ráirányított lézernyalábok visszaverődését vizsgálva centiméteres pontossággal meghatározható volt a Föld–Hold-távolság. Mivel az Apollo–11 is hagyott hátra ilyen eszközt, a több mérési pont révén a mérések hibahatára kisebb lett. A különböző ion- és részecskedetektorok a Hold felszíne felett lebegő részecskéket, illetve a napszélből eredő ionokat keresték, és a Hold nagyon kicsi, illékony és instabil légkörét vizsgálták. Az egész műszeregyüttes energiaellátását egy, az Apollo–12-n már kitűnően vizsgázott plutóniumos termoelektromos generátor, a SNAP–27 szolgáltatta.

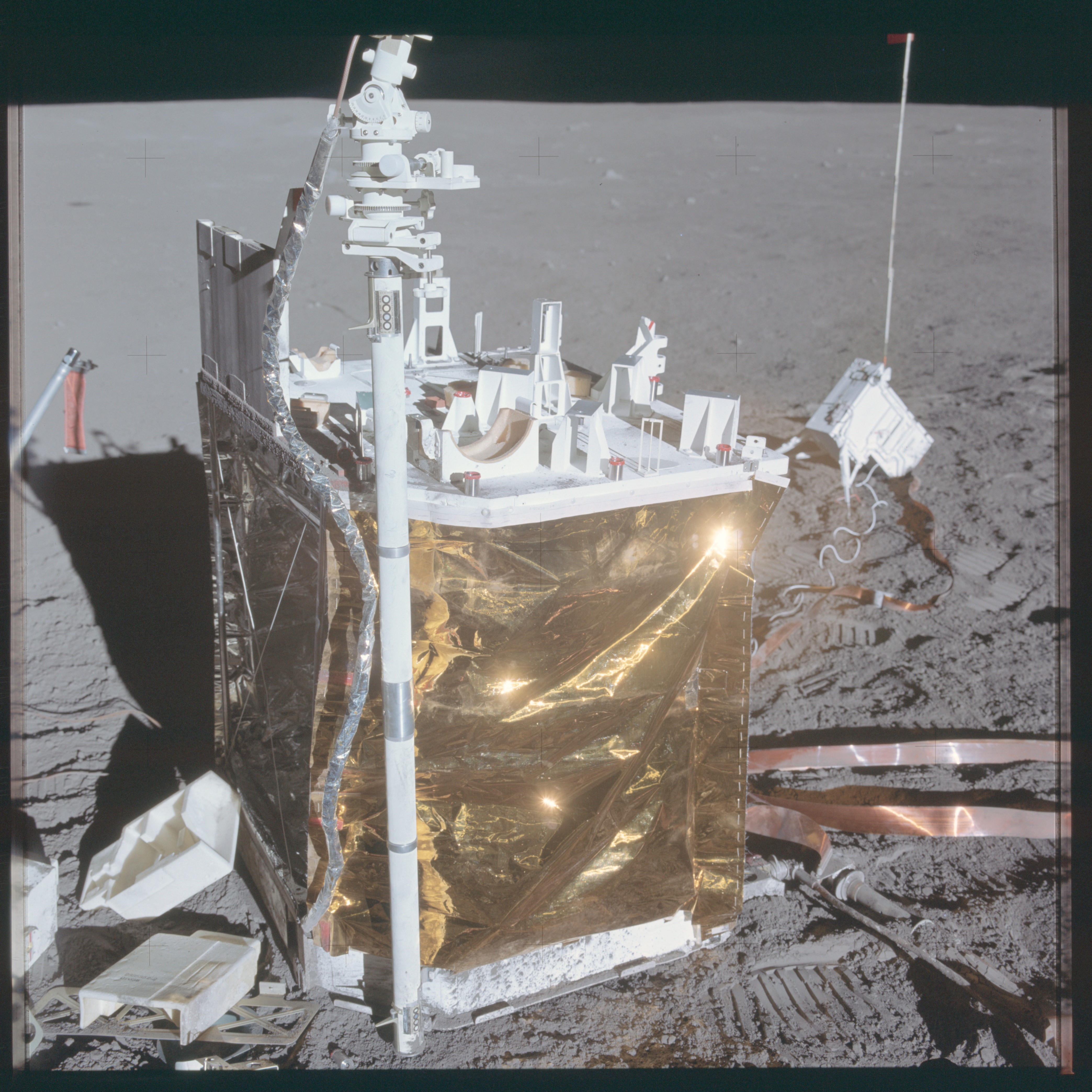
Az ALSEP központi egysége
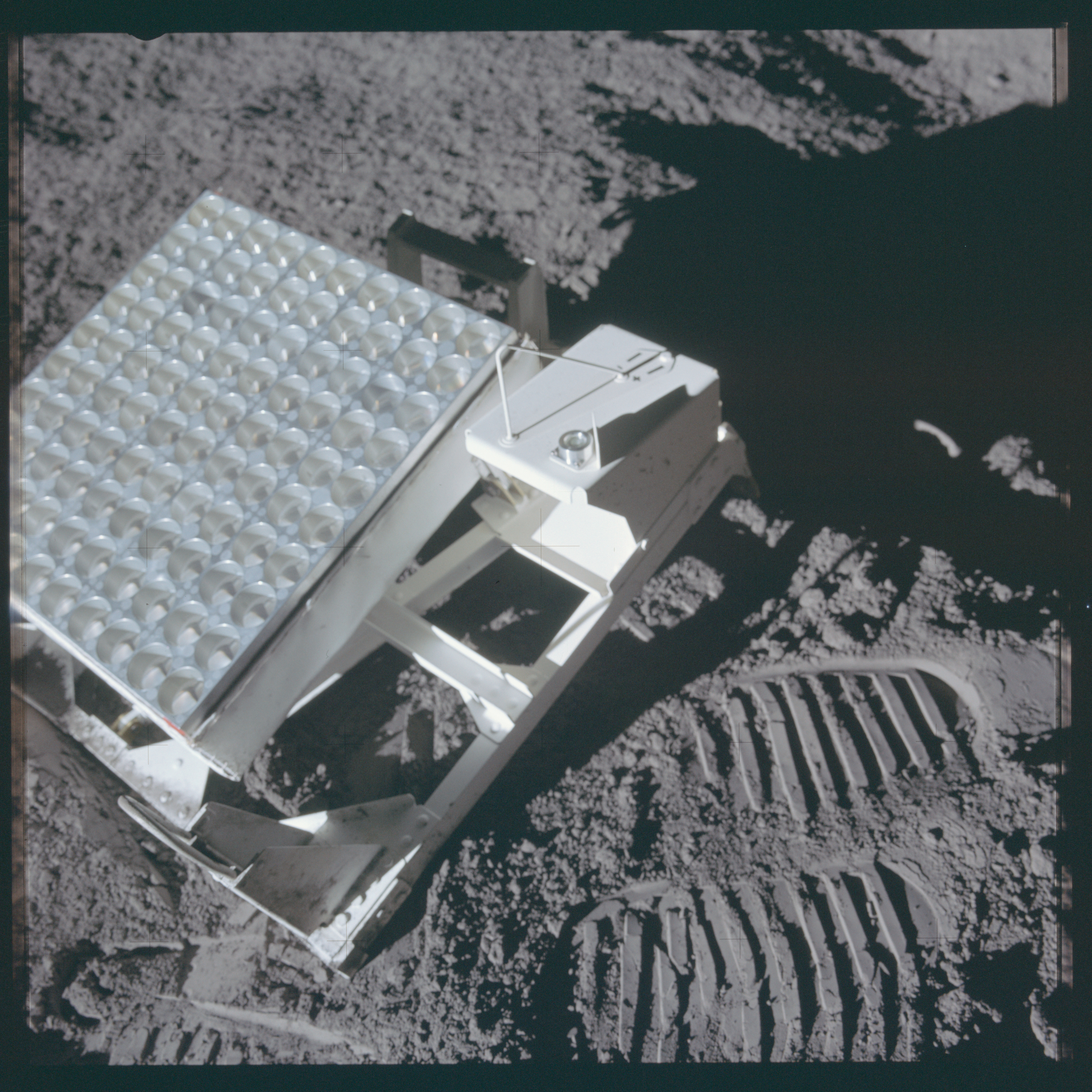
A lézertükör
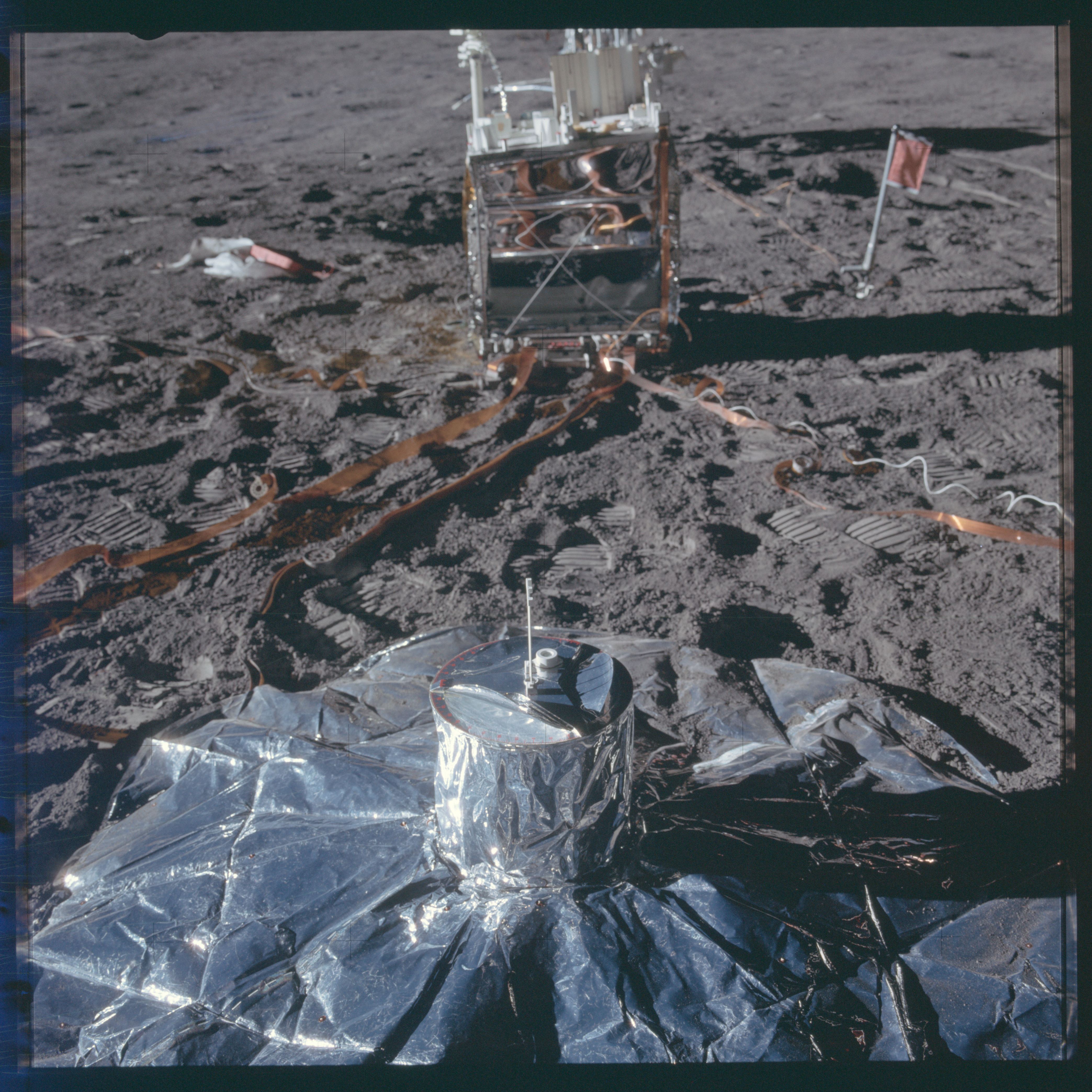
A passzív szeizmométer
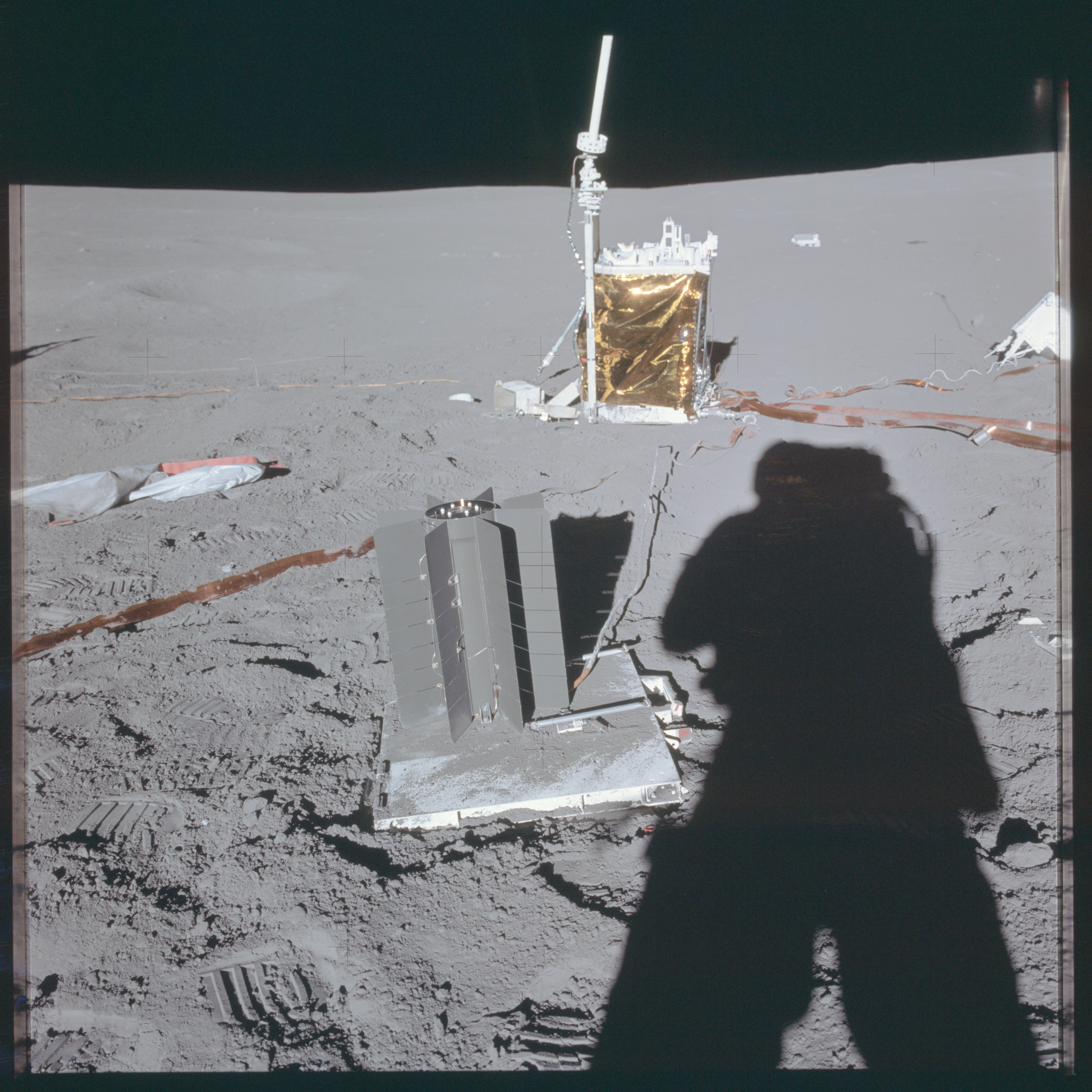
A SNAP-27 rádióizotópos generátor, összeköttetésben a központi egységgel
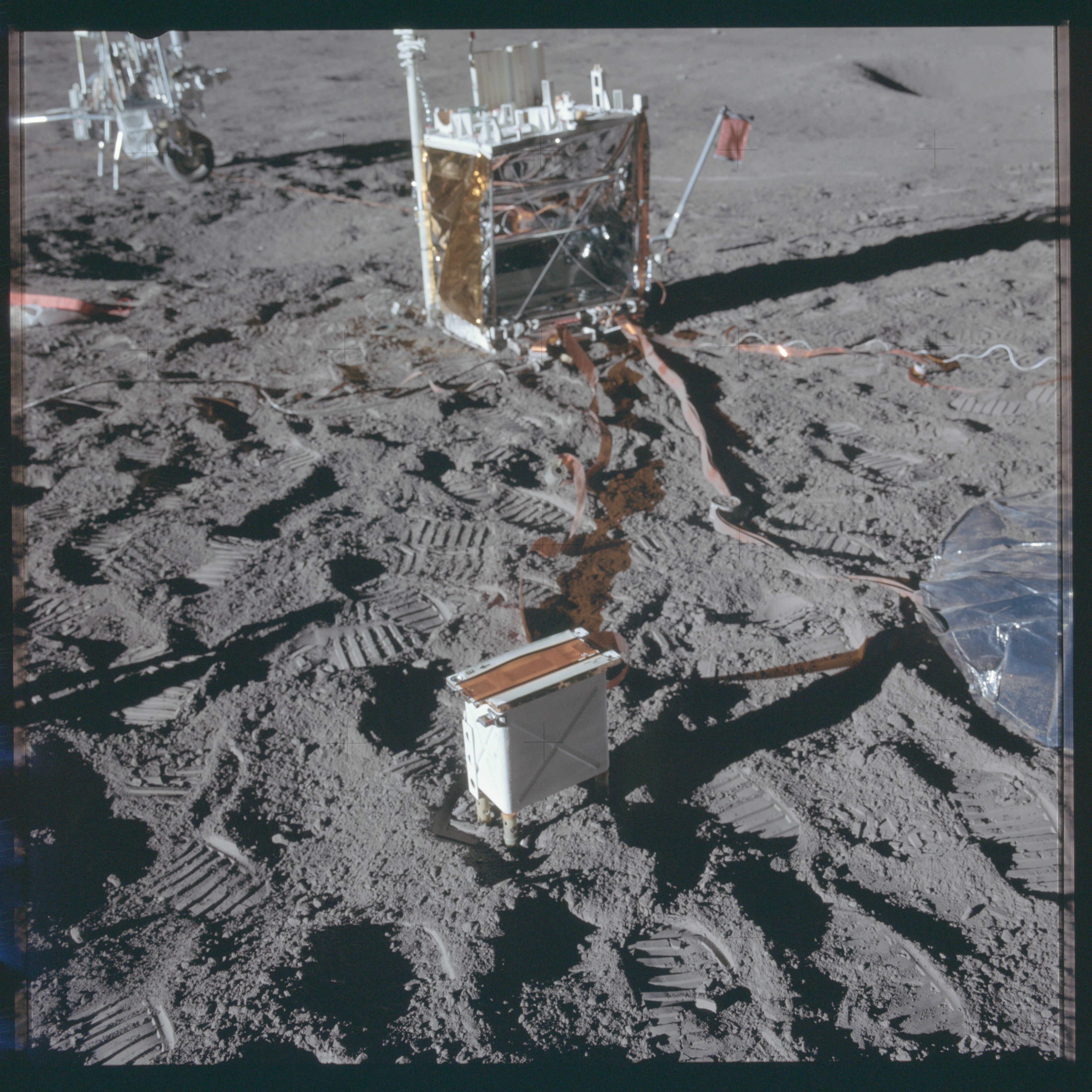
A töltöttrészecske-detektor
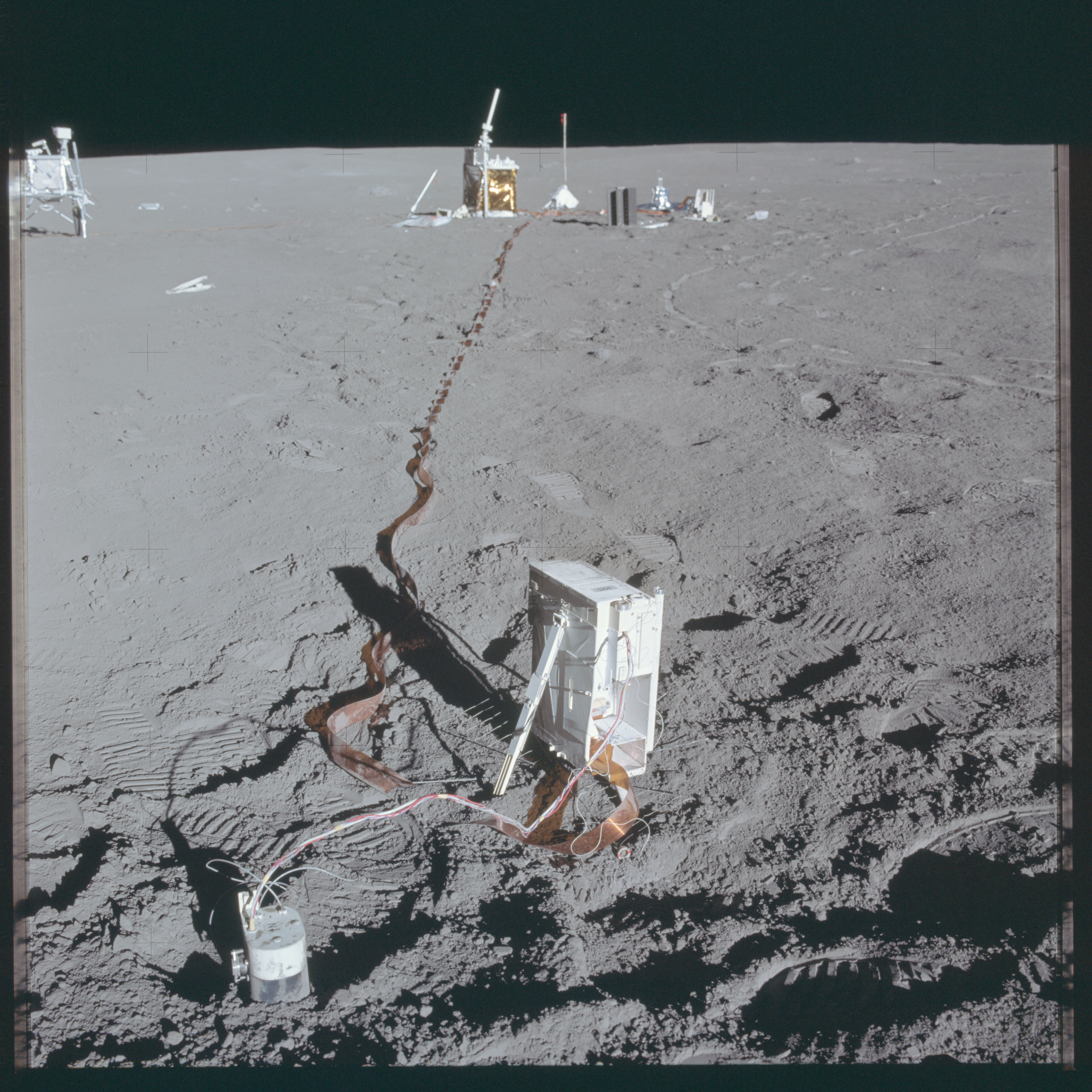
A szupratermális ionizációmérő
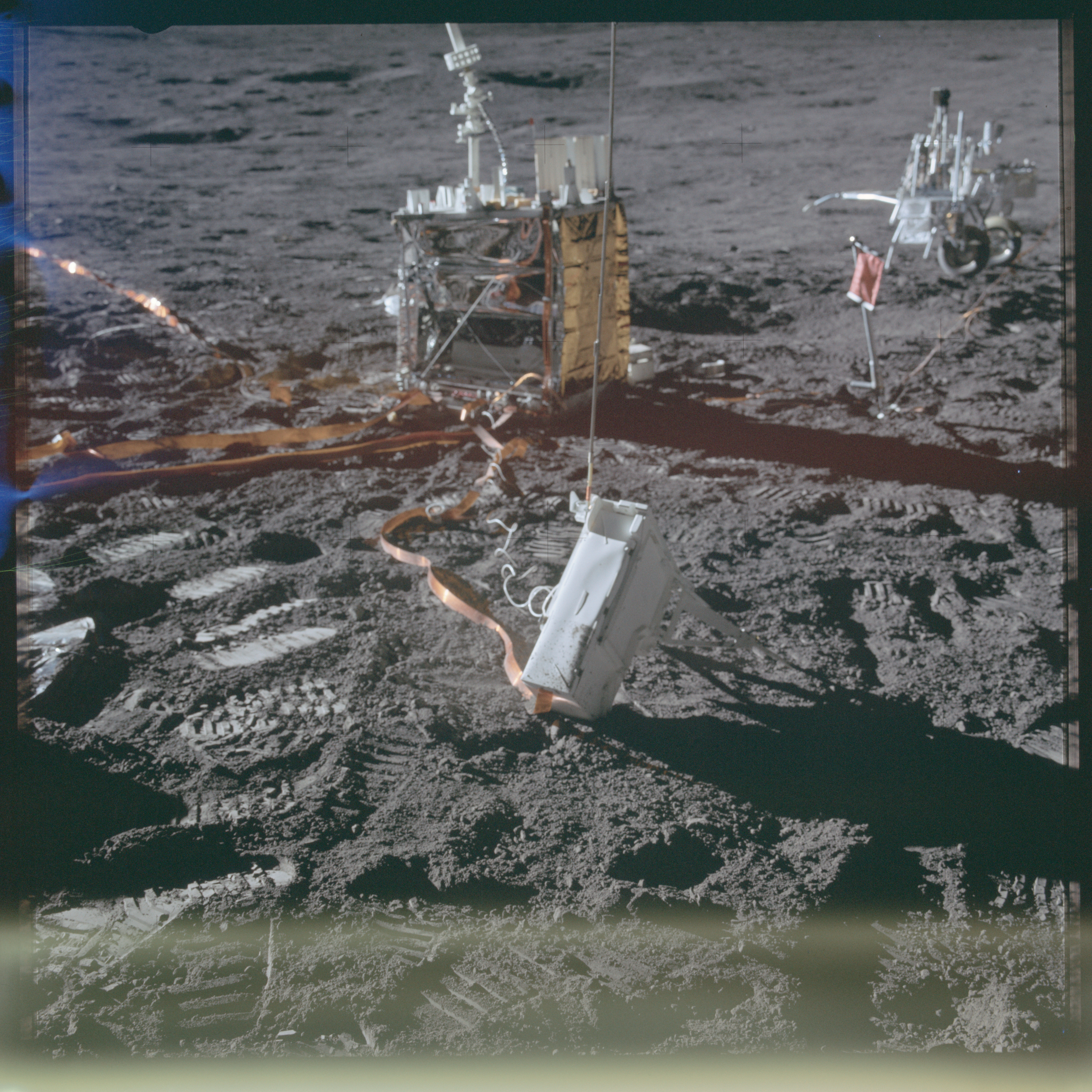
Az aktív szeizmométer vevőegysége

Az ALSEP-en kívül még további műszereket is kihelyeztek az űrhajósok további vizsgálatok céljából:
- hordozható magnetométer,
- napszélgyűjtő fólia,
- talajmechanikai vizsgálatokhoz.[19]

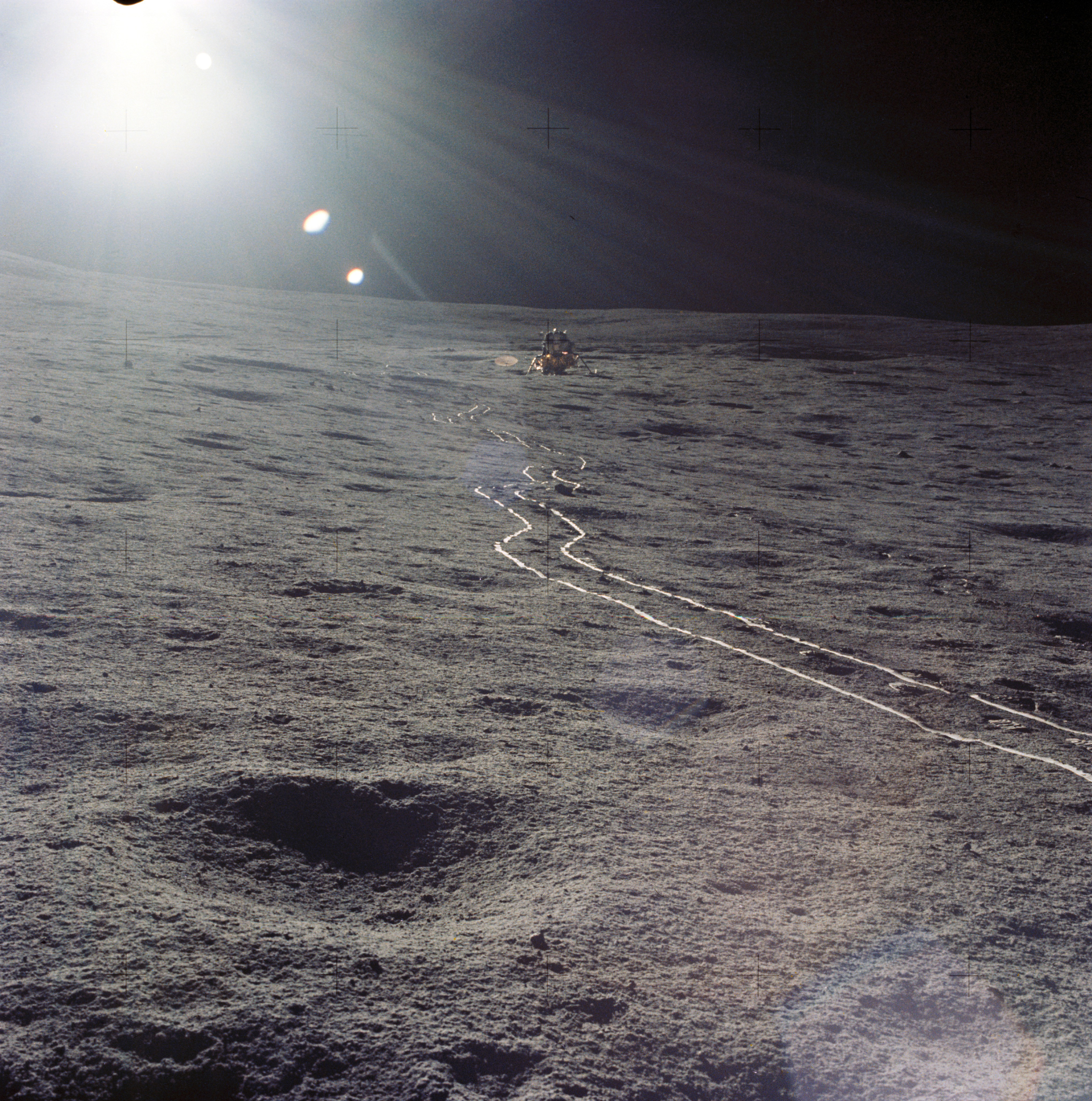
Egy kép, amelyen látszik a „riksa” (MET) által hagyott páros keréknyom, ahogy a holdkomptól az ALSEP felállítási helyére húzták az űrhajósok

A magnetométerrel a Hold létező, de a Földénél összehasonlíthatatlanul gyengébb mágneses mezejét próbálták mérni úgy, hogy a lokális, a leszállási helyre jellemző mező hogyan változik az eltelt idő függvényében. Összehasonlításul (és a más Apollo-leszállóhelyek méréseinek alapulvételével) rendkívül összetett kép mutatkozott. A Holdéra különösen nagy hatással van a Föld és Nap mágneses mezeje is, ám a Hold saját mezeje is erősen változik, a minimumérték (6 gamma) és a maximumérték (313 gamma) között is 50-szeres eltéréssel. Összehasonlításképpen a Föld átlagos mágnesessége 100-szorosan meghaladja a holdi maximumértéket. A napszélgyűjtő fólia egy egyszerű, passzív eszköz volt. Ezzel a Napból eredő, elektromosan töltött részecskéket próbálták begyűjteni egy kifeszített alumíniumfólia segítségével, amire a Földön a légkör miatt nincs lehetőség. A mérések során főként nemesgázizotópokat sikerült detektálni. A talajmechanikai vizsgálatok nem műszeres vizsgálatok voltak, inkább kísérletek, amelyek során az ásónyomok vagy lábnyomok tulajdonságait figyelték meg, mennyire omlik be az oldaluk, milyen mélyre tudnak hatolni, stb.
Az első holdséta négy óráig tartott – közben Shepardék is megkapták a végén a félórás hosszabbítást, ahogy előzőleg Conradék az Apollo–12-n –, majd a két űrhajós visszatért a holdkompba. A holdsétát és az űrhajóba visszaszállást követően Shepardék programja is pihenéssel folytatódott – leszámítva az irányítás részére adott rövid tájékoztatást és helyzetjelentést –, ám ez a pihenés is az előző legénységekéhez hasonlóan sikertelen volt. A spártai körülmények, az űrruha levételének tilalma, valamint az alanyok természetes izgalma pusztán amiatt, hogy a Holdon vannak, nem kedvezett egy kikapcsoló pihenésnek. A legénység jóval a pihenésre szánt időkeret lejárta előtt jelentkezett az irányításnál rádión, hogy fenn vannak és készek az újabb műveletekre.

### Második holdséta

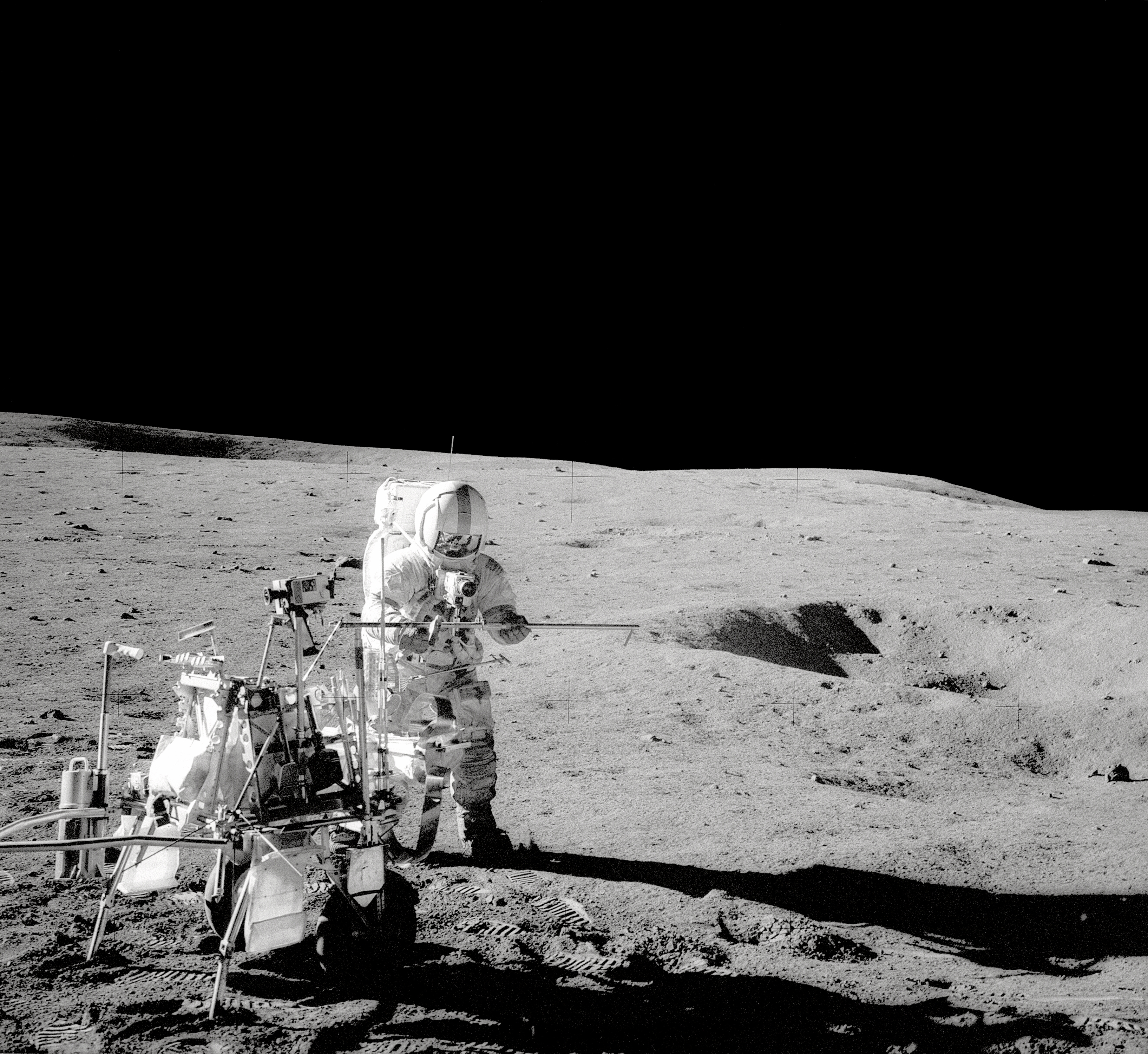
Shepard és a mintavételhez bemálházott MET

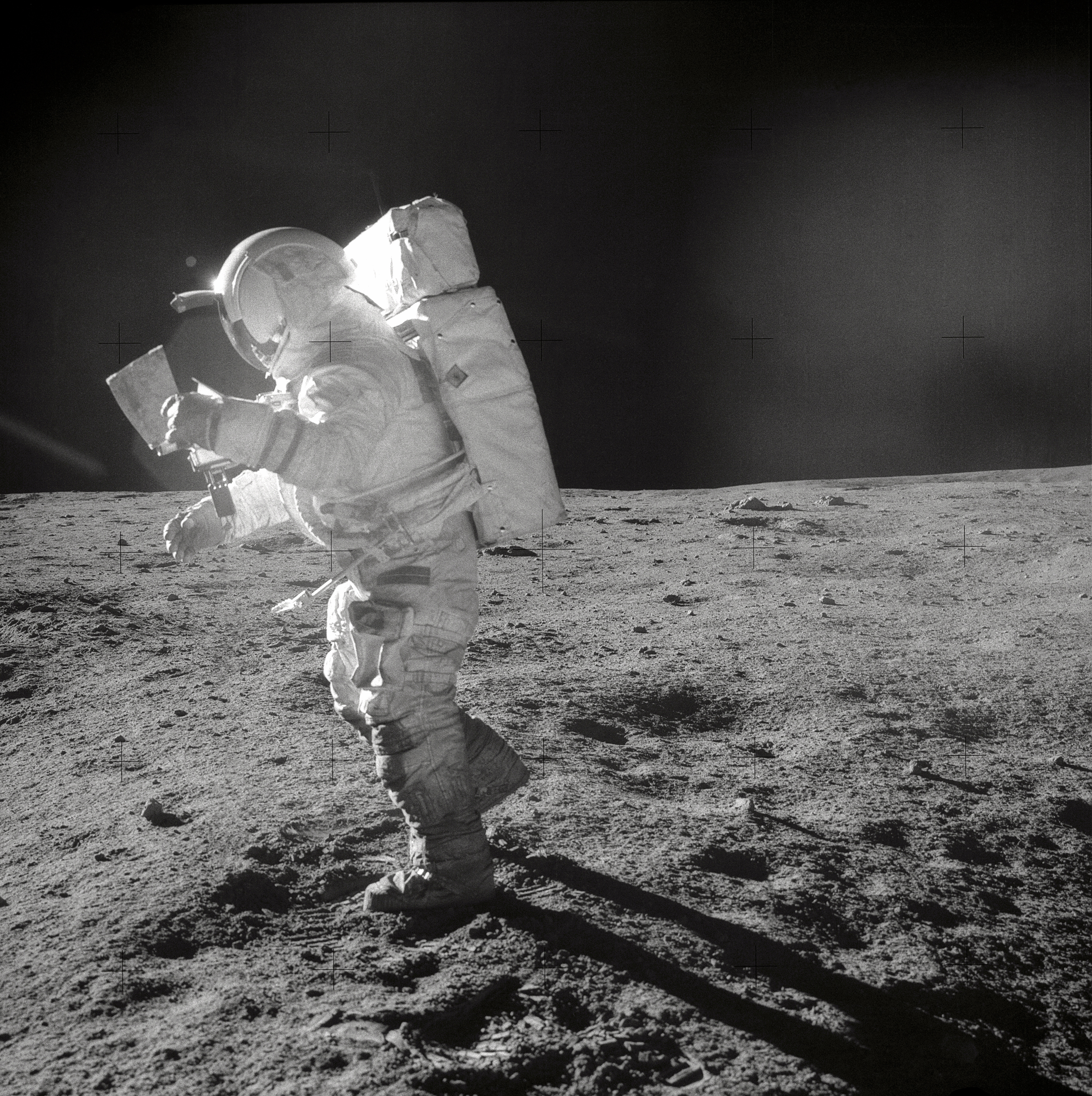
Mitchell a fotótérkép tanulmányozása közben

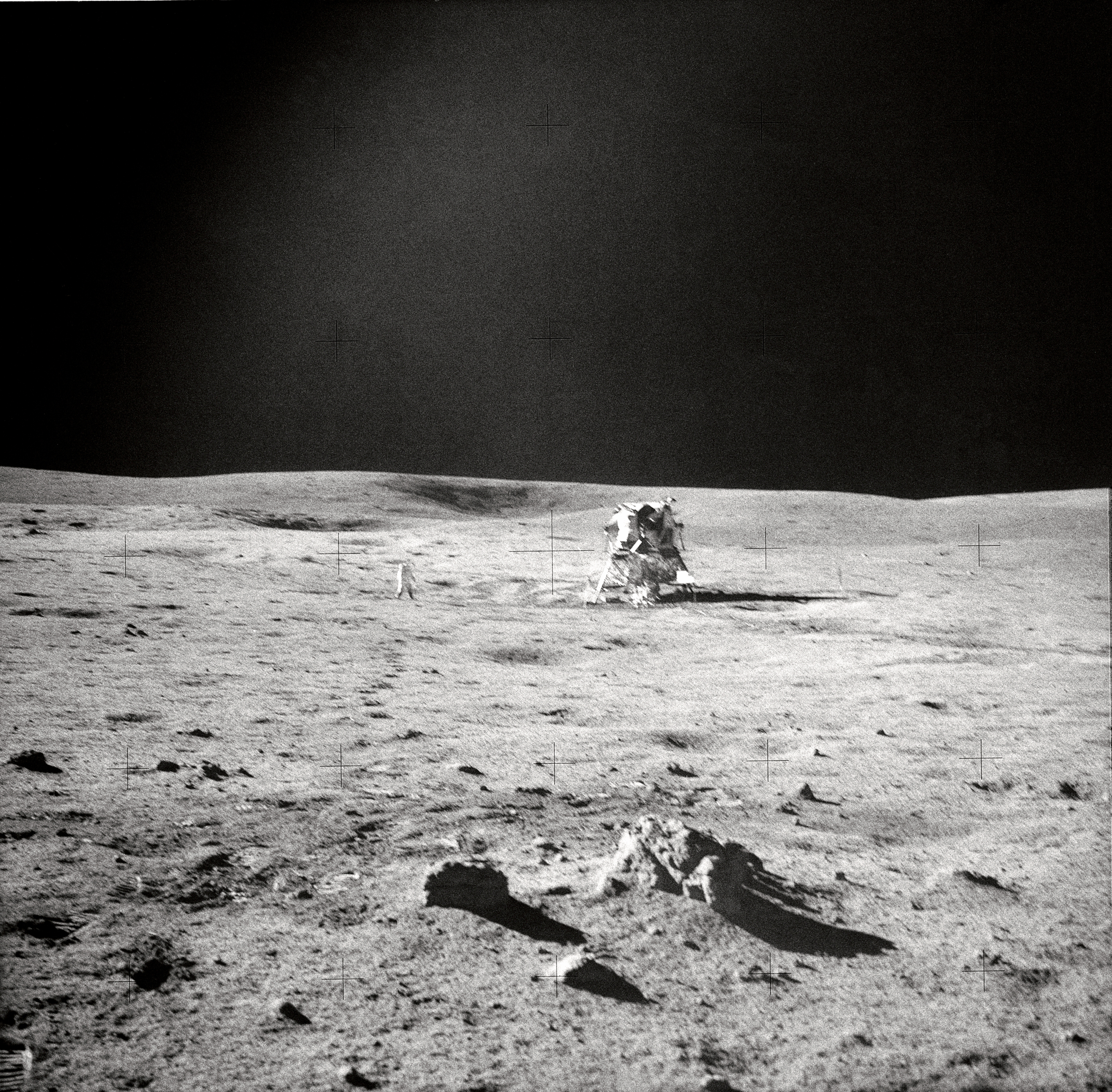
Úton a Cone-kráter felé, a háttérben az Antares

A pihenési periódust újabb holdfelszíni tevékenység követte, ezúttal az Apollo–12-n lefektetett gyakorlathoz hasonlóan a geológiai felfedezőút következett, amelynek csúcspontja a Cone-kráter meglátogatása lett volna. Ehhez először a legénység a mintavételhez szükséges eszközökkel és zsákokkal, tárolóedényekkel töltötte meg a MET-et, majd elindultak a tervek szerint egy 3000 méteres körútra. A felfedezőút állomásai a következők voltak:
- A állomás: a holdkomptól 150 méterre levő megálló volt, 90 méterrel északra a Triplet (Hármas)-krátertől, ahol a legénység egy háromszoros hosszúságú mély mintát, illetve kétzsáknyi kőzetmintát vett. Ezen a helyen mértek először a holdi hordozható magnetométerrel.
- B állomás: 300 méterre távolodtak a holdkomptól és 65 méterre észak-északnyugatra voltak a Weird (Furcsa)-krátertől. Itt egyzsáknyi mintát vettek és egy panoráma-fényképfelvételt készítettek az űrhajósok.
- Bg állomás: egy kissé arrébb a B állomástól egy közbenső megállás volt, ahol egy további zsák nem dokumentált, hanem „találomra felszedett” kőzetmintát vettek.
- B1 állomás: egy újabb közbenső megálló, ahol kőzetmintát nem vettek, helyette egy panoráma-fényképfelvételt készítettek.
- B2 állomás: még egy fotómegálló.
- B3 állomás: egy újabb fotómegálló.
- C állomás: immár 1,28-1,29 kilométerre voltak a holdkomptól és 95-100 méterre közelítették meg a Cone-krátert. Háromzsáknyi kőzetmintát vettek, valamint itt is készítettek panorámafelvételt, és a második hordozható magnetométeres mérést is itt ejtették meg.
- C1 állomás: a legközelebbi állomás a célpont, a Cone-kráter pereméhez, 1,24-1,25 kilométerre a holdkomptól és 17-30 méterre a kráterperemtől. Kétzsáknyi kőzetmintát és egy „futball-labda méretű sziklát” vettek fel a talajról, illetve itt is készültek fényképek.
- C2 állomás: már a visszafelé úton ejtett megálló, ahol 1,21 kilométerre voltak a holdkomptól és már 130 méterre a Cone-krátertől. Egyzsáknyi mintát és fotókat eredményezett a megállás.
- D állomás: a Flank (Oldalsó)-kráter melletti megálló, ahol ismét találomra felszedett mintákat vettek.
- E állomás: egyzsáknyi mintát eredményező megállás a visszafelé vezető úton.
- F állomás: újabb egyzsáknyi minta és egy panorámafelvétel helye.
- G állomás: már csak 230 méterre jártak kelet-délkeleti irányban a holdkomptól és 50 méterre a már érintett Triplet (Hármas)-krátertől, ahonnan két mélymintát, továbbá egy speciális (külön légmentes tartóba helyezett kőzet és talajmintát) vettek. Emellett árkot ástak a talajmechanikai kísérletekhez, és elkészült a már megszokott panorámafotó is.
- G1 állomás: 150 méterre a holdkomptól a North Triplet (Északi Hármas)-kráter mellől származik újabb egyzsáknyi minta és a szokásos panorámafotó.
- H állomás: az utolsó állomás 70-80 méterre a holdkomptól, ahonnan az utolsó minták és az utolsó panorámafotók származnak.

Shepard és Mitchell az Antarestől indultak és a céljuk a Cone-kráter elérése volt, ahol a geológiailag legérdekesebb mintákat várták a tudósok. A Fra Mauro-formáció az elmélet szerint egy óriási anyagkidobódásból álló folt, törmeléktakaró volt, amely a Mare Imbrium – a holdtörténet egyik meghatározó eseményeként értékelt becsapódással létrejött holdtenger – keletkezésekor kilökődött anyagból állt, amely az ősi holdfelszínt takarta be. Ezen a felszínen ütött krátert egy viszonylag kicsi becsapódó test, amely mintegy friss mélyfúrást jelentett a kb. 300 méteres Cone-kráter képében. Ez a mélyfúrás különböző kőzeteket hozhatott fel a mélyből, amely akár az Imbrium-becsapódásból, akár az alatta húzódó ősi holdfelszínből ígért mintákat. A két űrhajós feladata ezek begyűjtése volt. Már ezen a ponton megmutatkozott a legénység kiválasztását érintő hibás döntés (igaz, ez csak később, a minták kiértékelésekor derült ki). Shepard egója, valamint katonás mentalitása felülírta a célokat. Ő kevésbé törődött a geológiával és azzal, hogy a helyre jellemző kőzeteket szedjen fel, így a mintagyűjtés háttérbe szorult, és szinte sportteljesítményként élték meg az űrhajósok, hogy elérjék a Cone-krátert. Az odaúton azonban nehézségekbe ütköztek.
Az első 650 méteren sík terepen mozogtak az űrhajósok, és a leszálláskor meghatározott, a síkságból dombként kiemelkedő kráter felé mentek. A pontos navigáció Mitchell dolga volt, aki a Lunar Orbiterek által készített fotók alapján próbált tájékozódni. Az alacsonyan álló, az űrhajósok szemszögéből pontosan szembe sütő Nap azonban elmosta a felszín részleteit, és a fotótérképeken látott formációk eltűntek, olyannyira, hogy az űrhajósoknak lényegében fogalmuk sem volt, hol vannak (természetesen a napfényben fürdő és a szürke tájon fényes, színes ékszerként tündöklő holdkomp a hazautat mindenkor tisztán mutatta). Aztán a dombon felfelé kaptatva elkezdett emelkedni a terep, amely lelassította az űrhajósokat, akiknek az egekbe szökött a pulzusa a megerőltetéstől. Egy idő után már a pehelykönnyű MET húzása is megpróbáltatásba fordult. Sőt, a peremhez közeledve egyre több kő, szikla pettyezte a felszínt, a kráter anyagkidobási takarója, és végül a MET-et már saroglyaként át kellett emelni a köveken, nem lehetett elhúzni közöttük. Végül, amikor felértek a meredély tetejére, ahol várakozásaik szerint a kráter várt rájuk, csak egy lapos dombtető fogadta őket (a kráter pereme itt magasabban futott, mint másutt, így megnehezítve a kráterre való rálátást). Itt legalább már a mozgás könnyebbnek bizonyult, de a tájékozódásukat vesztett űrhajósok képtelenek voltak megpillantani a kráter gödrét. Némi céltalan bolyongás és ugyanilyen céltalan mintavétel után úgy döntöttek – az irányítással karöltve –, hogy a feladat teljesítése nélkül inkább visszaindulnak a holdkomphoz. Később, már a Földön az elemzésekből kiderült, hogy mindössze 20 méterre voltak a kráterperemtől, csak nem tudtak róla.
A visszaút nem az odaúton vagy azzal párhuzamosan húzódott, hanem egy másik útvonalon, egy hurkot leírva közelítettek az űrhajósok az Antareshez. Ezen az úton is még hét helyen álltak meg és vettek mintákat (tudományos szempontból továbbra is az odaút hatékonyságával), ám a fáradtság és a feladat elvégezetlenül maradása felett érzett csalódás erősen rányomta a bélyegét erre az időre. Összesen 45,3 kg kőzet- és talajmintát sikerült szedniük, amely bár mennyiségét tekintve rekordnak számított, minőségét tekintve rendkívül szegényes lett, olyannyira, hogy a későbbi értékelések hol nyíltan, hol kevésbé nyíltan azt a következtetést vonták le, hogy az Apollo–14 egy elfecsérelt lehetőség maradt, és a NASA így feleslegesen áldozott végül két repülést is ennek a formációnak a felfedezésére.
Visszaérve a holdkomphoz, az űrhajósok visszaszállhattak és bepakolhatták a magukkal hazahozandó anyagokat, eszközöket a holdkompba. Ám ezt még megelőzte egy kisebb performansz a parancsnok részéről. Shepard hatalmas golfrajongó volt és a Holdra felvitt személyes tárgyai között az űrruha egyik zsebében ott lapult egy golfütőfej (egy acél 6-os) és egy könnyű kis golflabda. Az ütőfejet felerősítette egy univerzális szerszámnyélre, majd megpróbálta elütni a golflabdát, hogy ő lehessen az első ember, aki golfozott a Holdon. Az űrruha adta korlátok között nem lehetett szó szabályos golfütésről, csak amolyan egykezes lengőről, amellyel elsőre „luftot is ütött” a parancsnok, hogy aztán a másodszorra eltalált labda pár tucat méterre repüljön (bár Shepard úgy kommentálta, „Csak száll, száll, mérföldekre!”). Ezt követően a szokásos fordított sorrendben előbb Mitchell, majd Shepard visszamásztak az Antaresbe, hogy hazainduljanak a Földre.

### Visszatérés

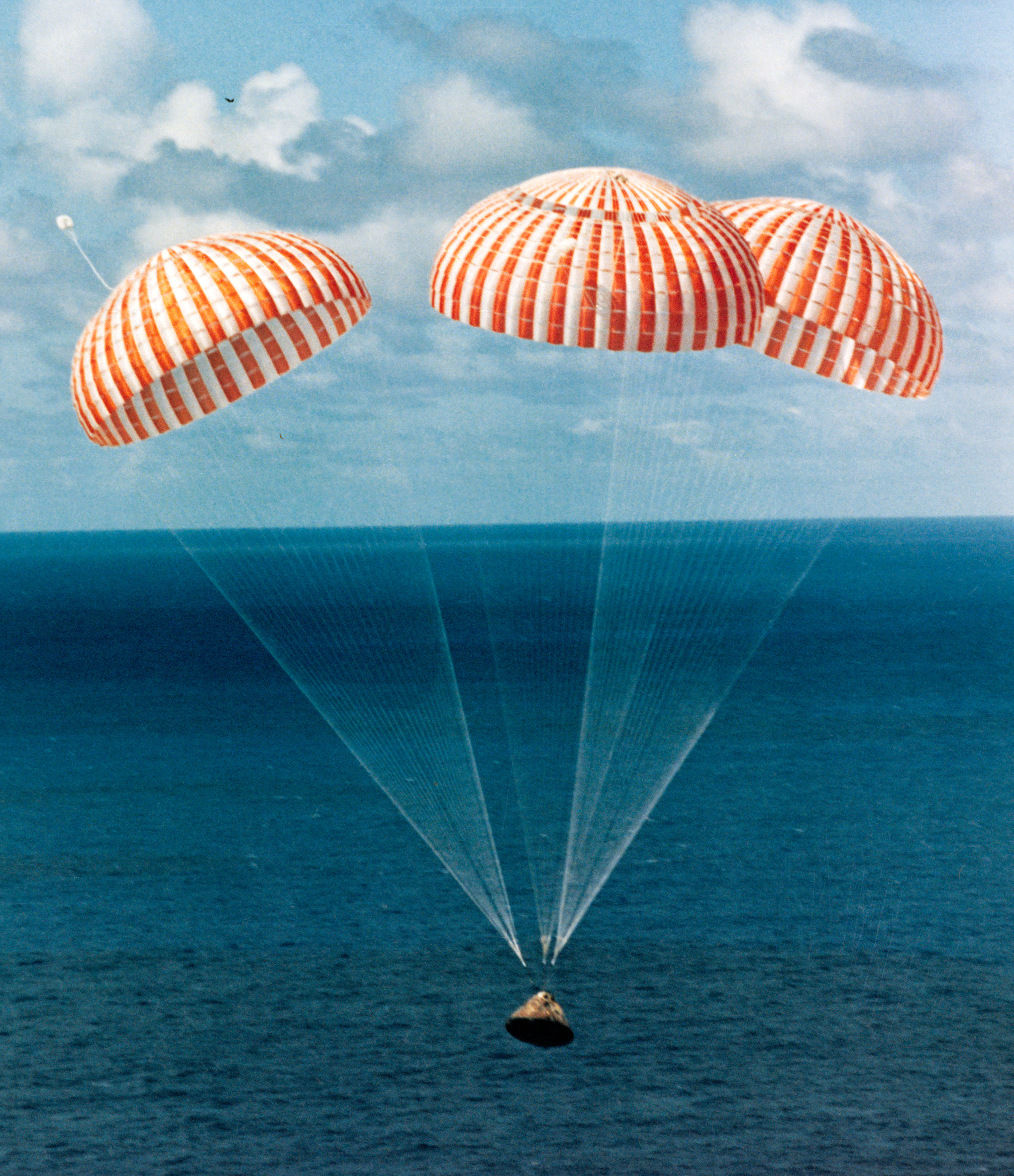
Az Apollo–14 leszállása a Csendes-óceánon

Shepard és Mitchell 4 óra 34 perc és 41 másodperc múltán tért vissza a holdkompba. Első feladatuk – az űrhajó nyomás alá helyezésén kívül – a felszerelés osztályozása volt. A felesleges felszereléseket kidobták a holdfelszínre, a hazahozandókat pedig gondosan eltárolták a holdkomp tartórekeszeibe. Utána az irányítóközpontban ülő tudósok számára tartottak egy rövid beszámolót a látottakról (némileg ez is csalódást keltő volt a tudósoknak, tekintve, hogy geológiai értelemben viszonylag jellegtelen volt a terep, ráadásul a hullámzó felszín miatt az űrhajósok alig láttak pár métert előre, máris eltakarta a továbblátást egy kisebb bukkanó vagy mélyedés).
A felszállásra 1971. február 6-án 13:48-kor (18:48 UTC) került sor, amikor az Antares felszállófokozata rendben elemelkedett a holdfelszínről. A felszálláskor egy új metódust próbáltak ki: a küldetést tervező mérnökök úgy akarták alakítani a pályát, hogy a holdkomp a felszállópálya csúcspontján találkozzon az anyaűrhajóval (ezt hívta a szakzsargon „direkt felszállásnak”). Ehhez Shepardéknak a felszállás során irányváltó hajtóműveikkel be kellett avatkozni (elődeik teljesen passzívak maradhattak a felszállás során). A próba sikeres volt. Két és fél órával a start után az Antares és a Kitty Hawk összekapcsolódott. Rövid átpakolás vette kezdetét, majd a holdkompot újra leválasztották és a holdfelszínhez ütköző pályára állították, hogy egy mesterséges becsapódást keltsen a lent hagyott műszerek érzékelői számára. Majd a Kitty Hawk hazaindult.
Útközben hazafelé az űrhajósok még különböző kísérleteket végeztek, többek között elektroforézist, két tartóedény között folyadékok áramoltatását a súlytalanságban, illetve fémek olvasztását szintén súlytalanságban. A feladatok elfogytával aztán pihenéssel várták, hogy hazaérjenek és a Csendes-óceánon leszálljanak. Erre február 9-én, a hajnali órákban került sor, mindössze 965 méterrel a kijelölt leszállási pont mellett, ahol a USS New Orleans hordozó várta őket. Ezzel a repüléssel lezárult az Apollo–program gyalogos küldetéseinek szakasza, és következhetett a holdjáró alkalmazása.

## A küldetés paraméterei
- Tömeg: PM (parancsnoki modul) 29 240 kg; HM (holdmodul) 15 264 kg
- Földközel: 183,2 km
- Földtávol: 188,9 km
- Pályahajlás: 31,12°
- Keringési idő: 88,18 min
- Holdközel: 108,2 km
- Holdtávol: 314,1 km
- Pályahajlás: °
- Keringési idő: 120 min
- Landolás helye: 3.6453° S – 17.4713° W vagy
 3° 38' 43" S – 17° 28' 17" W

### A HM és a PM kapcsolódása
- Szétválás: 1971. február 5. – 04:50:43 UTC
- Újrakapcsolódás: 1971. február 6. – 20:35:42 UTC

### Holdséták

#### EVA 1
- kezdete: 1971. február 5., 14:42:13 UTC
- Shepard  – EVA 1 (EVA = űrséta)
- Lelépés a Holdra: 14:54 UTC
- HM-ba beszállás: 19:22 UTC
- Mitchell – EVA 1
- Lelépés a Holdra: 14:58 UTC
- HM-ba beszállás: 19:18 UTC
- vége: február 5., 19:30:50 UTC
  - Időtartam: 4 h 47 min 50 s

#### EVA 2
- kezdete: 1971. február 6., 08:11:15 UTC
- Shepard  – EVA 2
- Lelépés a Holdra: 08:16 UTC
- HM-ba beszállás: 12:38 UTC
- Mitchell – EVA 2
- Lelépés a Holdra: 08:23 UTC
- HM-ba beszállás: 12:28 UTC
- vége: február 6., 12:45:56 UTC
  - Időtartam: 4 h 34 min 41 s

## Statisztikák
Start: 1971. január 31. a 39A kilövőállásról
Visszatérés: 1971. február 9.
Személyzet tagjai: Alan Shepard parancsnok; Stuart Allen Roosa, a parancsnoki modul pilótája; Edgar Mitchell, a holdmodul pilótája.
Parancsnoki modul neve: Kitty Hawk
Holdkomp neve: Antares
Landolás (Holdon): 1971. február 5.
Landolás helye: 3,7 S, 17,5 W – Fra Mauro magasföld
Felszínen eltöltött idő: 1 nap 9,5 óra
Holdfelszínen holdkompon kívül: 9,2 óra (4,7 + 4,5)
Holdkőzet: 43 kg